# 日向坂46

日向坂46のロゴマーク（旧バージョン）

日向坂46（ひなたざかフォーティーシックス、Hinatazaka46）は、日本の女性アイドルグループである。秋元康のプロデュースにより、2015年11月30日に結成。2019年2月11日までは、けやき坂46名義で活動していた。2019年3月27日にシングルデビュー。

## 概要

けやき坂46時代のロゴマーク

日向坂46は、2019年2月11日に「けやき坂46（ひらがなけやき）」から改名したグループである。
「けやき坂46」は、2015年11月30日に長濱ねるが特例で欅坂46（現：櫻坂46）に加入した際に、総合プロデューサーの秋元康の「『欅坂46』というグループの中に、ひらがな表記の『けやき坂46』というチームを作ろう」という発言から発足したグループである。長濱は欅坂46の一期生オーディションで3次審査まで突破しながら、母親の反対によって最終審査を受けることができなかったが、長濱の父親が運営スタッフに相談した結果、特例で欅坂46に遅れて加入することとなる。ただし特例での加入のため、まずは他の欅坂46メンバーとは異なる形で活動をスタートさせるということでけやき坂46が結成され、長濱は同グループのメンバーとして活動を開始。同時にメンバーの募集が開始される。2016年5月8日にはオーディションにより選ばれた11名と長濱の計12名でグループの活動がスタート。活動開始当初はけやき坂46の情報は欅坂46のオフィシャルサイトや公式SNSで発信され、楽曲も欅坂46のシングルのカップリング曲という形で発表していた。見る者を幸せにする「ハッピーオーラ」を掲げて活動し、人気を獲得していく。2017年には欅坂46よりも先に全国ツアーの開催が決定。以後も冠番組やドラマ、ライブ、アルバム作品の発売など、単独で活動を展開し、高い評価を得る。
2019年2月11日に行われた動画配信サービス「SHOWROOM」の生配信で、「ひらがなからのおしらせ」として単独でのシングルデビューや公式ホームページの開設などが発表され、最後にサプライズとして改名が発表された。配信終了後、公式ファンクラブの発足も告知された。これにより欅坂46から独立し、単独のグループとなる。
新グループ名である「日向坂46」は、東京都港区三田に実在する「日向坂」（読み：ひゅうがざか）に由来している。ひらがなにした時に、「ひゅうがざか」よりも「ひなたざか」の字画の方が運勢的に良いため、「ひなたざか」と読むことに決まった。これとは反対に、2024年8月にはグループ名の「日向坂46」が由来の坂道として、宮崎県日向市にある「願いが叶うクルスの海」付近の約460mの坂道が、「日向坂」（読み：ひなたざか）と命名されている。これは、2024年9月の「ひなたフェス2024」開催を記念して命名されたものである。グループカラーは「空色」で、「空高く跳べるように」という意味が込められている。
2024年5月8日に発売された11thシングル『君はハニーデュー』から表題曲の選抜制を導入しており、歌唱メンバーに選抜されなかったメンバーで構成されるアンダーグループの名称は、「ひなた坂46」としている（詳細は後述）。
日向坂46ファンの総称を「おひさま」としている。これは、2019年3月1日に行われた「SHOWROOM」での配信にて発表された。
円陣の時の掛け声は、「空まで届けポカポカキュン 一人じゃないなかまと共に 高く跳べ 日向坂〜46 ヒ！」。なお、けやき坂46時代は、「謙虚・優しさ・絆！キラキラ輝け、けやき坂46！ヒー」という掛け声であった。
けやき坂46の発足から日向坂46への改名を経て4thシングル『ソンナコトナイヨ』を発売するまでの約4年間の軌跡は、集英社発行のノンフィクション書籍『日向坂46ストーリー』に綴られている。また、前述とほぼ同じ期間メンバーに密着したドキュメンタリー映画『3年目のデビュー』（TBSテレビ）も制作されている。
けやき坂46時代から東京ドームでの公演を目標としていたが、2022年3月30日と31日に東京ドーム公演が実現した。東京ドーム公演の開催が発表されてから公演が実現するまでの約2年間の様子はドキュメンタリー映画『希望と絶望 その涙を誰も知らない』（TBSテレビ）で描かれる。
4thシングル『ソンナコトナイヨ』で、「1stシングルからの連続初週売上40万枚超え」の記録を史上初の4作連続に更新した。また、14thシングル『Love yourself!』で、「1stからのシングル連続1位獲得作品数」を14作連続に更新し、HKT48の記録を超えて歴代単独1位となった。

## 年譜

### けやき坂46時代

#### 2015年
- 11月30日、欅坂46の冠番組『欅って、書けない？』（テレビ東京）の番組内で欅坂46の中のチームとして「けやき坂46（ひらがなけやき）」の発足を発表[39][8][40]。これは欅坂46の新メンバーとして長濱ねるの加入が発表されたことに伴うもので[8]、特例での加入となる長濱は欅坂46の最終オーディションを受けていないため[8]、「けやき坂46」として他の欅坂46メンバーとは異なる形で活動をスタートする[8]。同時に長濱以外の追加メンバーの募集も発表された[8]。

#### 2016年
- 4月6日、けやき坂46の長濱ねるのセンター曲「乗り遅れたバス」[注釈 2]が収録された欅坂46の1stシングル『サイレントマジョリティー』が発売[41][42]。
- 5月8日、メンバーオーディションの合格者11名が決定[10] 。合格者11名と長濱ねるの12名でけやき坂46の活動開始[1]。
- 8月10日、初の楽曲「ひらがなけやき」が収録された欅坂46の2ndシングル『世界には愛しかない』が発売[1][43]。
- 10月28日、初単独イベント『ひらがなおもてなし会』を赤坂BLITZにて料金500円で開催[44][45]。
- 11月30日、「誰よりも高く跳べ！」が収録された欅坂46の3rdシングル『二人セゾン』が発売[46][47]。
- 12月24日 - 25日、『欅坂46ワンマンライブ』を有明コロシアムにて開催[注釈 3][48]。

#### 2017年
- 3月21日 - 12月14日、全国6箇所8公演の『ひらがな全国ツアー2017』を開催[注釈 4][51][50][52]。
- 4月5日、「僕たちは付き合っている」、欅坂46とけやき坂46の合同楽曲「W-KEYAKIZAKAの詩」が収録された欅坂46の4thシングル『不協和音』が発売[53][54]。
- 4月6日、『欅坂46デビュー1周年記念ライブ』を国立代々木競技場第一体育館にて開催[55][56]。同ライブで、けやき坂46のメンバー追加オーディションを同年夏に開催することを発表[55][56]。
- 5月31日、追加メンバーの募集を開始[57]。
- 7月19日、「沈黙した恋人よ」「永遠の白線」、欅坂46とけやき坂46の合同楽曲「太陽は見上げる人を選ばない」、欅坂46とけやき坂46メンバーによるユニット曲[注釈 5]「猫の名前」が収録された欅坂46の1stアルバム『真っ白なものは汚したくなる』が発売[58][59]。
- 8月13日、追加メンバー9名が合格して加入[1][60][61]。のちに二期生と称する[62][63]。
- 9月24日、長濱ねるのけやき坂46兼任が解除され、欅坂46専任となる[64][65]。
- 10月25日、「それでも歩いてる」「NO WAR in the future」が収録された欅坂46の5thシングル『風に吹かれても』が発売[66][67]。

#### 2018年
- 1月30日 - 2月1日、『ひらがなけやき日本武道館3Days!!』を日本武道館にて開催[68]。当初は1月30日のみ出演のワンマンライブの予定であったが、欅坂46の平手友梨奈の怪我と治療により、1月31日・2月1日に予定されていた欅坂46単独公演の振り替えが1月13日に発表され、けやき坂46の3days公演となった[69][70]。公演最終日の2月1日に初の単独作品となるアルバムの発売がサプライズで発表された[68]。
- 2月12日、『けやき坂46二期生おもてなし会』を幕張イベントホールにて開催[71]。
- 3月7日、「イマニミテイロ」「半分の記憶」が収録された欅坂46の6thシングル『ガラスを割れ！』が発売[72][73][74]。
- 4月9日、初の冠番組『ひらがな推し』（テレビ東京）が放送開始[75]。
- 4月17日、『KEYABINGO!4 ひらがなけやきって何？』（日本テレビ）が放送開始[75]。
- 4月20日 - 5月6日、舞台『あゆみ』で舞台初出演[76]。
- 6月3日、SHOWROOMの配信番組『けやき坂46 走り出す瞬間ツアー2018 開幕直前緊急特番！』で佐々木久美が、けやき坂46のキャプテンに就任することが発表された[77][78]。
- 6月4日 - 7月10日、全国5箇所10公演の『「走り出す瞬間」ツアー 2018』を開催[注釈 6][80]。
- 6月20日、けやき坂46のデビューアルバム『走り出す瞬間』を発売[81][82]。
- 8月15日、「ハッピーオーラ」が収録された欅坂46の7thシングル『アンビバレント』が発売[83][84]。
- 8月19日、乃木坂46・欅坂46・けやき坂46の3グループによる「坂道合同新規メンバー募集オーディション」の最終審査を実施し、38名が合格[85][86]。これに先立ち、4月に全国各地で『坂道合同新規メンバーオーディションセミナー』が開催されている[87][88]。
- 11月10日、「坂道合同新規メンバー募集オーディション」の合格者として、三期生の上村ひなのが加入する[注釈 7][89][90]。
- 12月10日、『欅坂46二期生 / けやき坂46三期生 お見立て会』を日本武道館にて開催[91][92]。けやき坂46から、三期生の上村ひなのが出演[91][92]。『2018 Mnet Asian Music Awards』に出演し、Mnet Asian Music AwardsのBest New Asian Artist Japanを受賞[93][94]。
- 12月11日 - 13日、『ひらがなくりすます2018』を日本武道館にて開催[95][96]。

#### 2019年
- 2月11日、「ひらがなからのおしらせ」としてSHOWROOMで生配信を行い、単独での初のシングルの発売やオフィシャルサイトの開設などを発表[3][4][15]。配信の最後には「日向坂46（ひなたざかフォーティーシックス）」へのグループ名の改名が発表された[3][4][15]。
- 2月27日、「君に話しておきたいこと」「抱きしめてやる」が収録された欅坂46の8thシングル『黒い羊』が発売[97][98]。

### 日向坂46時代

#### 2019年
- 2月11日、この日よりグループ名を日向坂46として活動開始[3][4][15]。
- 3月5日・6日、『日向坂46 デビューカウントダウンライブ!!』を横浜アリーナにて開催[99]。2日間で24,000人を動員した[99]。
- 3月27日、日向坂46の1stシングル『キュン』を発売[5][6]。発売初日に約36万枚[6]、初週に約47万6000枚を売り上げ[注釈 8]、欅坂46の「サイレントマジョリティー」を上回って女性アーティストの1stシングル初週売上枚数の記録を更新した[100]。さらに同年5月13日付オリコン週間シングルランキングで2回目の1位を獲得[101]。返り咲きでの1位は、乃木坂46の「逃げ水」が記録して以来1年4か月ぶりであったほか[101]、令和最初の週間ランキング1位獲得作品となった[101][102]。
- 4月8日、冠番組『ひらがな推し』が『日向坂で会いましょう』にリニューアルし、放送開始[103]。
- 7月17日、2ndシングル『ドレミソラシド』を発売[104][105]。初週売上449,000万枚を記録し[注釈 8]、KAT-TUN、King & Princeに続いて史上3組目となる「1stシングルから2作連続の初週40万枚超え」を達成した[105]。
- 8月28日、グループの1st写真集『立ち漕ぎ』を発売[106][107]。初週に9.5万部を売上げ[注釈 8]、女性写真集の初週売上記録で当時の歴代6位に立つ[107]。
- 9月18日、『MTV VMAJ 2019』において、「キュン」が最優秀振付け賞を受賞[108][109]。
- 9月26日、『日向坂46 3rdシングル発売記念ワンマンライブ』をさいたまスーパーアリーナにて開催[110][111]。
- 10月2日、3rdシングル『こんなに好きになっちゃっていいの?』を発売[112][113]。初週売上477,000枚を記録し[注釈 8]、KAT-TUNに続いて史上2組目となる「1stシングルから3作連続の初週40万枚超え」を達成した[113]。
- 11月16日、「第61回日本レコード大賞」受賞作品が発表され、「ドレミソラシド」が優秀作品賞を受賞[114]。
- 12月、「LINE NEWS Presents『NEWS AWARDS 2019』」の「アイドル」部門賞を受賞[115]。
- 12月4日、『Yahoo!検索大賞2019』のパーソンカテゴリー・アイドル部門を受賞[116]。
- 12月17日・18日、『ひなくり2019 〜17人のサンタクロースと空のクリスマス〜』を幕張メッセ 4–6ホールにて開催[117][118]。
- 12月31日、1stシングル表題曲「キュン」で『第70回NHK紅白歌合戦』に初出場[119][120]。

#### 2020年
- 2月4日・5日、主演ドラマ『DASADA』とのコラボイベント『日向坂46×DASADA LIVE & FASHION SHOW』を横浜アリーナにて開催[121]。
- 2月16日、「坂道研修生 配属発表 SHOWROOM」（SHOWROOM）の配信で、坂道研修生から日向坂46の新三期生として新たに3名の加入が発表された[122]。
- 2月19日、4thシングル『ソンナコトナイヨ』を発売[36][123]。初週売上558,000枚を記録し[注釈 8]、史上初の「1stシングルから4作連続の初週40万枚超え」を達成した[36]。
- 3月25日、ノンフィクション書籍『日向坂46ストーリー』発売[124][125]。
- 3月27日、グループ公式YouTubeチャンネルで『日向坂46 デビュー1周年記念 生配信！』を配信[126]。
- 3月31日、ひかりTV、ひかりTV for docomo、dTVチャンネルで『日向坂46デビュー1周年記念 スペシャルトーク&ライブ！』を生配信[注釈 9][127]。
- 7月31日、無観客生配信ライブ『HINATAZAKA46 Live Online, YES! with YOU! 〜“22人”の音楽隊と風変わりな仲間たち〜』を開催[128][129]。
- 8月7日、グループ初のドキュメンタリー映画『3年目のデビュー』を公開[注釈 10][31][32]。
- 9月23日、日向坂46名義としては初となる1stアルバム『ひなたざか』を発売[131][132]。
- 11月19日、『MTV VMAJ 2020』において、「青春の馬」が最優秀振付け賞を受賞[133][134]。
- 12月24日、無観客生配信ライブ『ひなくり2020 〜おばけホテルと22人のサンタクロース〜』を開催[135][136]。
- 12月31日、1stアルバム『ひなたざか』のリード曲「アザトカワイイ」で『第71回NHK紅白歌合戦』に2年連続2回目の出場[137][138]。

#### 2021年
- 3月26日・27日、『日向坂46 デビュー2周年キャンペーン Special 2days』を開催[139][140]。26日は無観客、27日はファンクラブ会員とキャンペーン参加者から700名を招待して実施[139][140][141]。
- 4月27日、グループオフショット写真集『日向坂46写真集 日向撮 VOL.01』（講談社、読み：「ひなさつ」）が発売[142][143]。5月10日付の『オリコン週間BOOKランキング』で、週間売上9万2000部を記録して1位を獲得した[144]。また、同年上半期で累計12万8000部を売り上げ、『オリコン上半期本ランキング写真集部門』で1位を獲得した[145]。同ランキング2位の齊藤京子のソロ写真集『とっておきの恋人』とともに日向坂46関連の作品が上半期1、2位を独占し[146]、2017年の乃木坂46以来4年ぶりとなる同一グループ関連作品の1、2位独占を達成した[146]。さらに、年末の『オリコン年間BOOKランキング 2021』でも期間内で15万2000部を記録してジャンル別「写真集」で2位となり、1位となった小坂菜緒のソロ写真集『君は誰？』、3位の「とっておきの恋人」とともに年間ランキングでも日向坂46関連作品がトップ3を独占した[147]。
- 4月30日 - 8月1日、「日向坂46カフェ」を渋谷のSHIBUYA PARLORとSHIBUYA109の2会場にて開催[注釈 11][149][150]。
- 5月26日、5thシングル『君しか勝たん』を発売[151][152]。初週売上486,000枚を記録し[注釈 8]、前作で達成した「史上初の1stシングルから4作連続初週40万枚超え」を5作連続に自己更新している[152]。なお、発売日には「日向坂46 5thシングル『君しか勝たん』ヒット祈願 〜世の中に元気を！〜チアリーディングに挑戦！〜[153]」がグループ公式YouTubeチャンネルにて生配信され、「君しか勝たん」のチアリーディング版を披露した[154]。
- 7月9日 - 11日、櫻坂46との初の合同ライブイベント『W-KEYAKI FES. 2021』をコニファーフォレストにて開催[155][156]。日向坂46は7月10日・11日に出演[155][156]。
- 9月15日 - 10月20日、全国6箇所13公演のアリーナツアー『全国おひさま化計画 2021』を開催[注釈 12][157][158]。
- 10月27日、6thシングル『ってか』を発売[159][160]。発売初週に約41万6000枚を売り上げ[注釈 8]、前作で達成した史上初の記録「女性アーティストにおける1stシングルから5作連続初週40万枚超え」を6作連続に自己更新した[160][161]。
- 11月5日、主演ドラマ『声春っ!』とコラボしたイベント『日向坂46×KOEHARU LIVESHOW!』（無観客生配信）を開催[162][163]。
- 11月25日、『MTV VMAJ 2021』において、「ってか」が最優秀アートディレクションビデオ賞を受賞[164][165]。
- 12月22日、『日向坂46 冬の大ユニット祭り“X’masスペシャル”』を幕張メッセ9ホールにて開催[166]。
- 12月24日・25日、『ひなくり2021』を幕張メッセ 9–11ホールにて開催[167][168]。
- 12月31日、5thシングル表題曲「君しか勝たん」で、『第72回NHK紅白歌合戦』に3年連続3回目の出場[169]。

#### 2022年
- 3月7日、『日向坂46 新メンバーオーディション』の応募受付開始[170][171]。
- 3月30日・31日、『3回目のひな誕祭』を東京ドームにて開催[34][33]。2日目の公演にて、7thシングル『僕なんか』の発売が緊急告知され、同曲を初披露した[172]。
- 6月1日、7thシングル『僕なんか』を発売[注釈 13][174][175]。発売初週に約44万2,000枚を売り上げ[注釈 8][175]、前作で達成した史上初の記録「1stシングルから6作連続初週40万枚超え」を7作連続に自己更新した[175][176]。
- 6月28日、『渡邉美穂卒業セレモニー』を東京国際フォーラムにて開催[177][178]。同グループがメンバーの卒業セレモニーを行うのは初めて[178]。
- 7月1日 - 10月31日、全国11都市で「日向坂46 おひさまcafe」を開催[注釈 14][179][181][180]。
- 7月8日、第2弾となるドキュメンタリー映画『希望と絶望 その涙を誰も知らない』を公開[35][182]。
- 7月21日・23日、『W-KEYAKI FES. 2022』を富士急ハイランド コニファーフォレストにて開催[183][184]。
- 9月10日 - 11月13日、全国4か所8公演の『Happy Smile Tour 2022』を開催[注釈 15][185][186][187]。
- 9月21日、『日向坂46 新メンバーオーディション』に合格した四期生12名の加入を発表[188][189]。
- 10月26日、8thシングル『月と星が踊るMidnight』を発売[190][191]。発売初週に約42万9,000枚を売り上げ[注釈 8][191]、前作で達成した史上初の記録「1stシングルから7作連続初週40万枚超え」を8作連続に自己更新した[192]。
- 12月17日・18日、『ひなくり2022』を有明アリーナ にて開催[193][194]。
- 12月31日、2ndシングル『ドレミソラシド』の収録曲「キツネ」で、『第73回NHK紅白歌合戦』に4年連続4回目の出場[195][196]。

#### 2023年

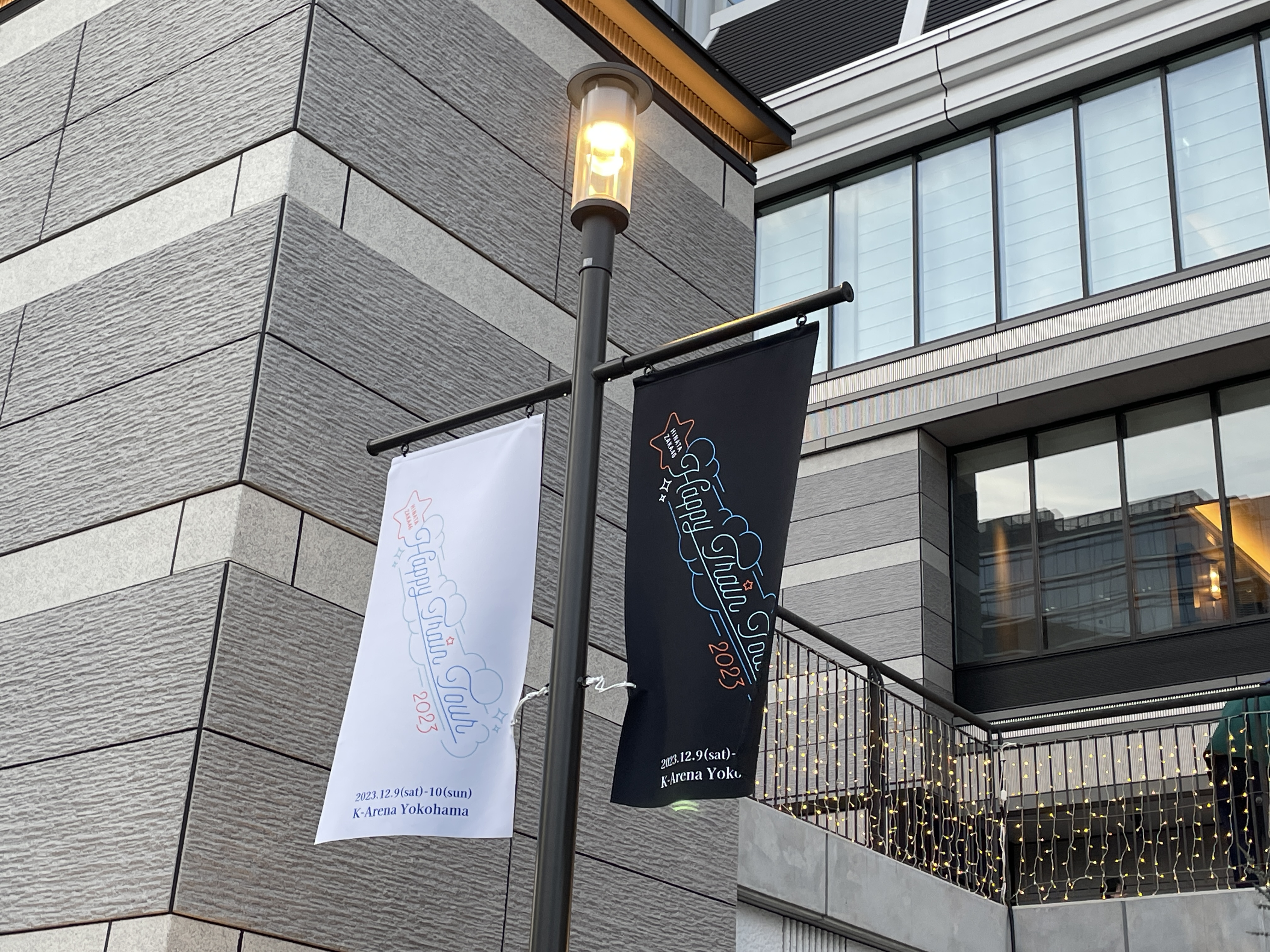
Happy Train Tour 2023
Kアリーナにて（2023年12月9日）

- 2月11日・12日、『四期生おもてなし会』を幕張イベントホールにて開催[197][198]。
- 4月1日・2日、『4回目のひな誕祭』を横浜スタジアムにて開催[199][200]。
- 4月16日、グループ2個目の公式YouTubeチャンネル『日向坂ちゃんねる』を開設[201][202][203]。
- 4月19日、9thシングル『One choice』を発売[204][205]。発売初週に約47万3000枚を売り上げ[注釈 8][205]、前作で達成した史上初の記録「1stシングルから8作連続連続初週40万枚超え」を9作連続に自己更新した[205][206]。また、「オリコン週間シングルランキング」では、9作連続で1位を獲得し、「1stからのシングル連続1位獲得作品数」を歴代単独2位とした[205]。
- 7月19日、『影山優佳卒業セレモニー』を東京国際フォーラムにて開催[207][208]。
- 7月26日、10thシングル『Am I ready?』を発売[209][210]。発売初週に約44万8000枚を売り上げ[注釈 8][210]、この作品で前作で更新した史上初の記録「1stシングルから連続初週40万枚超え」を10作連続に自己更新した[210][211]。
- 8月30日 - 12月10日、全国6か所12公演の『Happy Train Tour 2023』を開催[注釈 16][214][215]。計14万人を動員した[215]。
- 10月27日 - 12月3日、日向坂46の四期生、乃木坂46の五期生、櫻坂46の三期生による合同イベント『新参者 in TOKYU KABUKICHO TOWER』を東急歌舞伎町タワーにて開催[注釈 17][216][219]。
- 11月8日、2ndアルバム『脈打つ感情』を発売[220][221]。初週売上148,000枚を記録し[注釈 8][222]、女性アーティストではSPEED、乃木坂46に次いで史上3組目の記録「デビューアルバムから3作連続でオリコン週間ランキング1位」を達成した[注釈 18][222][223]。
- 11月22日、『MTV VMAJ 2023』において、「Am I ready?」が最優秀撮影賞を受賞[224][225]。

#### 2024年
- 3月1日 - 6月12日、グループ初の展覧会『WE R!』を六本木ミュージアムにて3月1日から5月19日までの期間[226][227][228]、これに並行したイベント『日向坂46 WE R! in TOKYO SKYTREE –日向坂46の虹–』を東京スカイツリーにて3月12日から6月12日までの期間に開催[229][230]。
- 3月19日、日向坂46のデビュー5周年記念公式ブック『H46 MODE vol.1』（光文社）を発売[231][232][233]。発売初週に3.6万部を売上げ、「オリコン週間BOOKランキング」で1位を獲得した[234]。
- 4月5日、『齊藤京子卒業コンサート』を横浜スタジアムにて開催[235][236]。
- 4月6日・7日、『5回目のひな誕祭』を横浜スタジアムにて開催[237][215]。初日の公演にて、日向坂46のアンダーグループの名称を「ひなた坂46」とすることを発表[22]。
- 5月1日、四期生の冠番組である『日向坂ミュージックパレード』が放送開始[238][239][240]。
- 5月8日、11thシングル『君はハニーデュー』を発売[注釈 19][242][243][244]。発売初週の売上は、約44万9000枚を記録した[注釈 8][244]。
- 7月3日・4日、『11th Single ひなた坂46 LIVE』をパシフィコ横浜 国立大ホールにて開催[245][246]。
- 8月2日、宮崎県日向市にある「願いが叶うクルスの海」付近の坂道で、「日向坂46」が名称の由来となった「日向坂」（読み：ひなたざか）の命名式が挙行[注釈 20][18][19][247]。
- 8月5日、「新メンバーオーディション」の募集を開始[248][249]。
- 8月16日、宮崎県の「みやざき大使」に就任[250][251]。
- 8月27日 - 29日、『日向坂46四期生ライブ』を日本武道館にて開催[252][253]。
- 9月7日・8日、『ひなたフェス2024』をひなた宮崎県総合運動公園にて開催[254][255][256]。
- 9月18日、12thシングル『絶対的第六感』を発売[257][258]。
- 10月23日・24日、『12th Single ひなた坂46 LIVE』を横浜アリーナにて開催[259][260]。
- 10月25日、四期生の正源司陽子が主演を務め、四期生の11人が総出演する映画『ゼンブ・オブ・トーキョー』が公開[261][262]。
- 11月7日、日向坂ちゃんねるの生配信番組『日向坂46副キャプテン＆重大発表生配信』にて、三期生の髙橋未来虹がグループの副キャプテンに就任することが発表された[263][264]。
- 11月19日 - 12月26日、全国4箇所8公演の『Happy Magical Tour 2024』を開催[注釈 21][265][268]。
- 11月30日・12月1日、『丹生明里卒業セレモニー』をぴあアリーナMMにて開催[269][270]。

#### 2025年

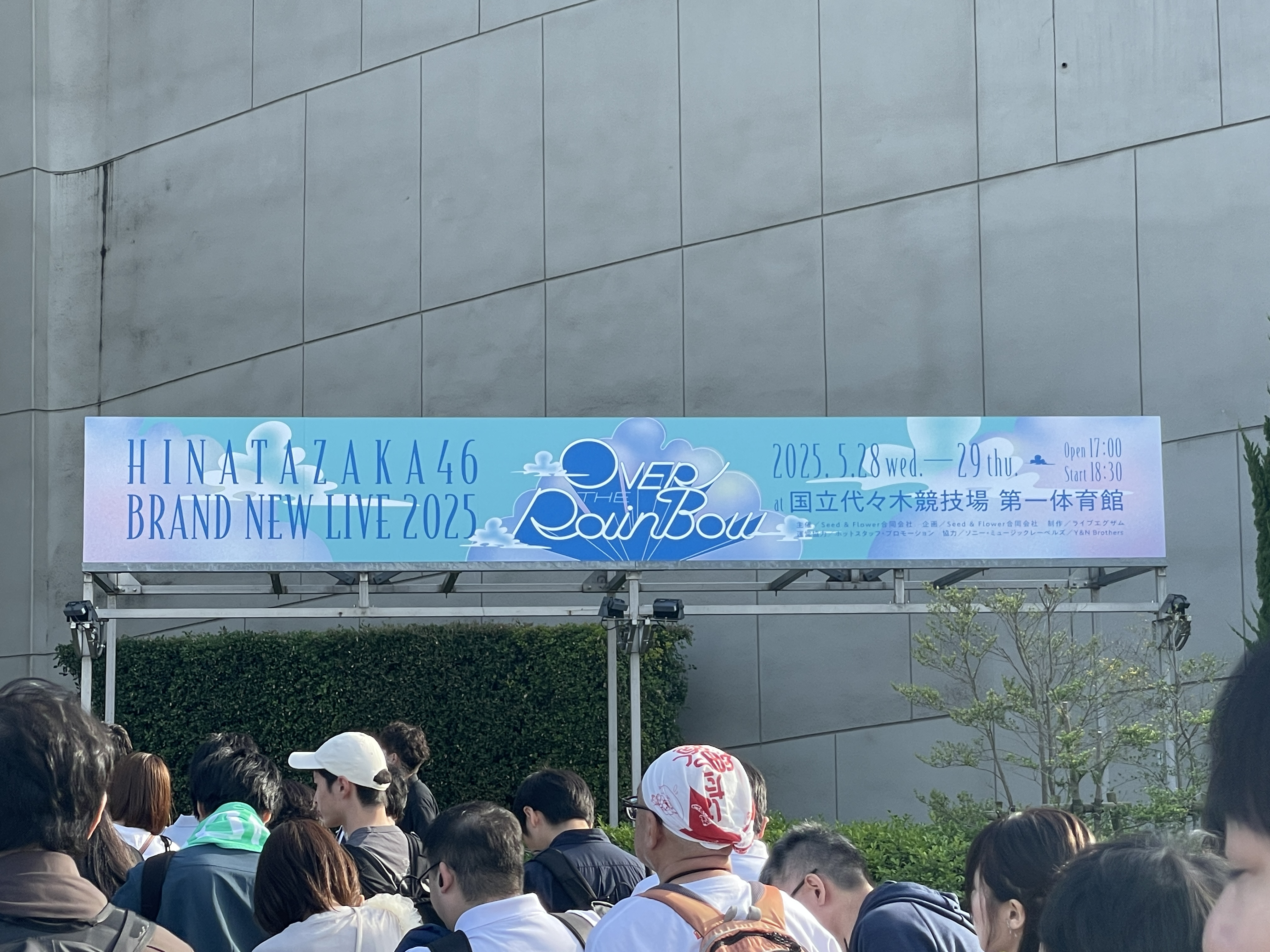
新体制後初となるライブBRAND NEW LIVE 2025「OVER THE RAINBOW」
国立代々木競技場第一体育館にて
（2025年5月28日）

- 1月25日、『東村芽依卒業セレモニー』を幕張イベントホールにて開催[271][272]。
- 1月29日、13thシングル『卒業写真だけが知ってる』を発売[273][274]。発売初週の売上は42.8万枚を記録した[注釈 22][274]。1stシングルから13作連続で「オリコン週間シングルランキング」の1位を獲得し、「1stからのシングル連続1位獲得作品数」がHKT48と並ぶ歴代1位タイとなった[274]。
- 3月10日、『日向坂46 新メンバーオーディション』に合格した五期生11名の加入を発表[注釈 23][275][276]。
- 4月5日・6日、『6回目のひな誕祭』を横浜スタジアムにて開催[注釈 24][279][278][280]。
- 4月6日、グループのキャプテンを務めていた一期生の佐々木久美が卒業することに伴い、三期生の髙橋未来虹がキャプテンに就任することを発表[281][282]。
- 4月30日・5月1日、 『13th Single ひなた坂46 LIVE』を幕張イベントホールにて開催[注釈 25][284][283]
- 5月21日、14thシングル『Love yourself!』を発売[285][37][38]。発売初週の売上は41.3万枚を記録した[注釈 26][37]。1stシングルから14作連続で「オリコン週間シングルランキング」の1位を獲得した[37][38]。これにより、前作でHKT48と歴代1位で並んだ「1stからのシングル連続1位獲得作品数」の記録は、歴代単独1位となった[37]。
- 5月27日、『五期生おもてなし会』を国立代々木競技場第一体育館にて開催[286][287]。
- 5月28日・29日、『BRAND NEW LIVE 2025 「OVER THE RAINBOW」』を国立代々木競技場第一体育館にて開催[288][289]。
- 9月17日、15thシングル『お願いバッハ!』を発売予定[290]。

## メンバー

### 現メンバー
| 名前       | よみ                | 生年月日               | 出身地   | 血液型 | 身長     | 加入期 | 脚注                        |
| ---------- | ------------------- | ---------------------- | -------- | ------ | -------- | ------ | --------------------------- |
| 金村美玖   | かねむら みく       | 2002年9月10日（22歳）  | 埼玉県   | O型    | 163 cm   | 二期生 | [ 291 ] [ 292 ]             |
| 河田陽菜   | かわた ひな         | 2001年7月23日（24歳）  | 山口県   | B型    | 154.5 cm | 二期生 | [ 注釈 27 ] [ 295 ] [ 296 ] |
| 小坂菜緒   | こさか なお         | 2002年9月7日（22歳）   | 大阪府   | O型    | 161.5 cm | 二期生 | [ 297 ] [ 298 ]             |
| 松田好花   | まつだ このか       | 1999年4月27日（26歳）  | 京都府   | A型    | 157.5 cm | 二期生 | [ 299 ] [ 300 ]             |
| 上村ひなの | かみむら ひなの     | 2004年4月12日（21歳）  | 東京都   | AB型   | 163 cm   | 三期生 | [ 301 ] [ 302 ]             |
| 髙橋未来虹 | たかはし みくに     | 2003年9月27日（21歳）  | 東京都   | B型    | 170.6 cm | 三期生 | [ 303 ] [ 304 ]             |
| 森本茉莉   | もりもと まりぃ     | 2004年2月23日（21歳）  | 東京都   | A型    | 162.4 cm | 三期生 | [ 305 ] [ 306 ]             |
| 山口陽世   | やまぐち はるよ     | 2004年2月23日（21歳）  | 鳥取県   | O型    | 152.5 cm | 三期生 | [ 307 ] [ 308 ]             |
| 石塚瑶季   | いしづか たまき     | 2004年8月6日（21歳）   | 東京都   | A型    | 153.5 cm | 四期生 | [ 309 ] [ 310 ]             |
| 小西夏菜実 | こにし ななみ       | 2004年10月3日（20歳）  | 兵庫県   | B型    | 164.8 cm | 四期生 | [ 311 ] [ 312 ]             |
| 清水理央   | しみず りお         | 2005年1月15日（20歳）  | 千葉県   | AB型   | 165 cm   | 四期生 | [ 313 ] [ 314 ]             |
| 正源司陽子 | しょうげんじ ようこ | 2007年2月14日（18歳）  | 兵庫県   | B型    | 158.4 cm | 四期生 | [ 315 ] [ 316 ]             |
| 竹内希来里 | たけうち きらり     | 2006年2月20日（19歳）  | 広島県   | AB型   | 154.5 cm | 四期生 | [ 317 ] [ 318 ]             |
| 平尾帆夏   | ひらお ほのか       | 2003年7月31日（22歳）  | 鳥取県   | A型    | 158.5 cm | 四期生 | [ 319 ] [ 320 ]             |
| 平岡海月   | ひらおか みつき     | 2002年4月9日（23歳）   | 福井県   | A型    | 157.9 cm | 四期生 | [ 321 ] [ 322 ]             |
| 藤嶌果歩   | ふじしま かほ       | 2006年8月7日（19歳）   | 北海道   | 不明   | 160.4 cm | 四期生 | [ 323 ] [ 324 ]             |
| 宮地すみれ | みやち すみれ       | 2005年12月31日（19歳） | 神奈川県 | 不明   | 165 cm   | 四期生 | [ 325 ] [ 326 ]             |
| 山下葉留花 | やました はるか     | 2003年5月20日（22歳）  | 愛知県   | O型    | 161 cm   | 四期生 | [ 327 ] [ 328 ]             |
| 渡辺莉奈   | わたなべ りな       | 2009年2月7日（16歳）   | 福岡県   | A型    | 154 cm   | 四期生 | [ 329 ] [ 330 ]             |
| 大田美月   | おおた みづき       | 2006年12月7日（18歳）  | 大阪府   | A型    | 163 cm   | 五期生 | [ 331 ] [ 332 ]             |
| 大野愛実   | おおの まなみ       | 2007年5月5日（18歳）   | 東京都   | B型    | 153 cm   | 五期生 | [ 333 ] [ 334 ]             |
| 片山紗希   | かたやま さき       | 2006年12月26日（18歳） | 埼玉県   | A型    | 159 cm   | 五期生 | [ 335 ] [ 336 ]             |
| 蔵盛妃那乃 | くらもり ひなの     | 2006年1月23日（19歳）  | 大阪府   | B型    | 153 cm   | 五期生 | [ 337 ] [ 338 ]             |
| 坂井新奈   | さかい にいな       | 2009年3月14日（16歳）  | 神奈川県 | A型    | 160 cm   | 五期生 | [ 339 ] [ 340 ]             |
| 佐藤優羽   | さとう ゆう         | 2006年9月10日（18歳）  | 福岡県   | AB型   | 159.4 cm | 五期生 | [ 341 ] [ 342 ]             |
| 下田衣珠季 | しもだ いずき       | 2006年12月26日（18歳） | 千葉県   | A型    | 154 cm   | 五期生 | [ 343 ] [ 344 ]             |
| 高井俐香   | たかい りか         | 2007年8月1日（18歳）   | 兵庫県   | O型    | 164 cm   | 五期生 | [ 345 ] [ 346 ]             |
| 鶴崎仁香   | つるさき にこ       | 2004年3月27日（21歳）  | 神奈川県 | B型    | 166 cm   | 五期生 | [ 347 ] [ 348 ]             |
| 松尾桜     | まつお さくら       | 2005年6月8日（20歳）   | 神奈川県 | A型    | 159.2 cm | 五期生 | [ 349 ] [ 350 ]             |

### 元メンバー
| 名前       | よみ              | 生年月日               | 出身地   | 血液型 | 身長     | 加入期 | 最終在籍日     | 現在の所属事務所   | 脚注                                                |
| ---------- | ----------------- | ---------------------- | -------- | ------ | -------- | ------ | -------------- | ------------------ | --------------------------------------------------- |
| 長濱ねる   | ながはま ねる     | 1998年9月4日（26歳）   | 長崎県   | O型    | 159 cm   | 特例   | 2017年9月24日  | フラーム           | [ 351 ] [ 352 ] [ 65 ] [ 353 ]                      |
| 柿崎芽実   | かきざき めみ     | 2001年12月2日（23歳）  | 長野県   | A型    | 157 cm   | 一期生 | 2019年8月11日  |                    | [ 354 ] [ 355 ] [ 356 ]                             |
| 井口眞緒   | いぐち まお       | 1995年11月10日（29歳） | 新潟県   | AB型   | 163 cm   | 一期生 | 2020年3月30日  |                    | [ 注釈 28 ] [ 358 ] [ 359 ] [ 357 ]                 |
| 渡邉美穂   | わたなべ みほ     | 2000年2月24日（25歳）  | 埼玉県   | A型    | 158.2 cm | 二期生 | 2022年7月31日  | クィーンビー       | [ 360 ] [ 361 ] [ 362 ] [ 363 ]                     |
| 宮田愛萌   | みやた まなも     | 1998年4月28日（27歳）  | 東京都   | A型    | 159.3 cm | 二期生 | 2022年12月18日 | 株式会社FARM       | [ 363 ] [ 364 ] [ 365 ] [ 366 ]                     |
| 影山優佳   | かげやま ゆうか   | 2001年5月8日（24歳）   | 東京都   | O型    | 155 cm   | 一期生 | 2023年7月23日  | プロダクション尾木 | [ 363 ] [ 367 ] [ 368 ] [ 369 ]                     |
| 岸帆夏     | きし ほのか       | 2004年8月15日（21歳）  | 東京都   | O型    | 156.5 cm | 四期生 | 2023年12月7日  |                    | [ 注釈 29 ] [ 373 ] [ 374 ] [ 372 ]                 |
| 潮紗理菜   | うしお さりな     | 1997年12月26日（27歳） | 神奈川県 | O型    | 157.5 cm | 一期生 | 2023年12月31日 | セント・フォース   | [ 363 ] [ 375 ] [ 376 ] [ 377 ] [ 378 ]             |
| 齊藤京子   | さいとう きょうこ | 1997年9月5日（27歳）   | 東京都   | A型    | 155.5 cm | 一期生 | 2024年4月5日   | 東宝芸能           | [ 379 ] [ 380 ] [ 381 ] [ 382 ]                     |
| 高本彩花   | たかもと あやか   | 1998年11月2日（26歳）  | 神奈川県 | B型    | 162.5 cm | 一期生 | 2024年7月31日  | フリー             | [ 383 ] [ 384 ] [ 385 ] [ 386 ] [ 387 ] [ 388 ]     |
| 濱岸ひより | はまぎし ひより   | 2002年9月28日（22歳）  | 福岡県   | A型    | 167.5 cm | 二期生 | 2024年12月5日  | ホリプロ           | [ 注釈 30 ] [ 389 ] [ 390 ] [ 391 ] [ 392 ]         |
| 加藤史帆   | かとう しほ       | 1998年2月2日（27歳）   | 東京都   | A型    | 160.5 cm | 一期生 | 2024年12月25日 | Seed & Flower      | [ 注釈 31 ] [ 267 ] [ 393 ] [ 394 ] [ 395 ] [ 396 ] |
| 東村芽依   | ひがしむら めい   | 1998年8月23日（26歳）  | 奈良県   | O型    | 154.5 cm | 一期生 | 2025年1月25日  |                    | [ 397 ] [ 398 ] [ 399 ]                             |
| 丹生明里   | にぶ あかり       | 2001年2月15日（24歳）  | 埼玉県   | AB型   | 157 cm   | 二期生 | 2025年1月29日  | Seed & Flower      | [ 注釈 32 ] [ 401 ] [ 402 ] [ 403 ]                 |
| 佐々木美玲 | ささき みれい     | 1999年12月17日（25歳） | 兵庫県   | O型    | 165.7 cm | 一期生 | 2025年4月5日   | クィーンビー       | [ 404 ] [ 405 ] [ 406 ] [ 407 ]                     |
| 佐々木久美 | ささき くみ       | 1996年1月22日（29歳）  | 千葉県   | O型    | 168.3 cm | 一期生 | 2025年4月6日   | Seed & Flower      | [ 408 ] [ 409 ] [ 410 ] [ 411 ]                     |
| 高瀬愛奈   | たかせ まな       | 1998年9月20日（26歳）  | 大阪府   | A型    | 157.2 cm | 一期生 | 2025年5月1日   |                    | [ 283 ] [ 412 ] [ 413 ]                             |
| 富田鈴花   | とみた すずか     | 2001年1月18日（24歳）  | 神奈川県 | A型    | 165.2 cm | 二期生 | 2025年8月5日   |                    | [ 414 ] [ 415 ] [ 416 ]                             |

### 構成の推移
| 年月日   | 出来事                       | 増減 | 合計 | 期別 | 期別 | 期別 | 期別 | 期別 | 期別 |
| 年月日   | 出来事                       | 増減 | 合計 | 特例 | 一期 | 二期 | 三期 | 四期 | 五期 |
| 2015年   | 出来事                       | 増減 | 合計 | 特例 | 一期 | 二期 | 三期 | 四期 | 五期 |
| -------- | ---------------------------- | ---- | ---- | ---- | ---- | ---- | ---- | ---- | ---- |
| 11月30日 | けやき坂46 長濱ねる 加入     | +1   | 1    | 1    |      |      |      |      |      |
| 2016年   | 出来事                       | 増減 | 合計 | 特例 | 一期 | 二期 | 三期 | 四期 | 五期 |
| 5月8日   | けやき坂46 一期生 11名 加入  | +11  | 12   | 1    | 11   |      |      |      |      |
| 6月27日  | 長濱ねる 欅坂46 兼任         |      | 12   | 1    | 11   |      |      |      |      |
| 2017年   | 出来事                       | 増減 | 合計 | 特例 | 一期 | 二期 | 三期 | 四期 | 五期 |
| 8月13日  | けやき坂46 二期生 9名 加入   | +9   | 21   | 1    | 11   | 9    |      |      |      |
| 9月24日  | 長濱ねる けやき坂46兼任解除  | -1   | 20   | -    | 11   | 9    |      |      |      |
| 2018年   | 出来事                       | 増減 | 合計 | 特例 | 一期 | 二期 | 三期 | 四期 | 五期 |
| 11月10日 | 三期生 1名 加入              | +1   | 21   | -    | 11   | 9    | 1    |      |      |
| 2019年   | 出来事                       | 増減 | 合計 | 特例 | 一期 | 二期 | 三期 | 四期 | 五期 |
| 2月11日  | 日向坂46に改名               |      | 21   | -    | 11   | 9    | 1    |      |      |
| 8月11日  | 柿崎芽実 卒業                | -1   | 20   | -    | 10   | 9    | 1    |      |      |
| 2020年   | 出来事                       | 増減 | 合計 | 特例 | 一期 | 二期 | 三期 | 四期 | 五期 |
| 2月16日  | 坂道研修生（三期生）3名 配属 | +3   | 23   | -    | 10   | 9    | 4    |      |      |
| 3月30日  | 井口眞緒 卒業                | -1   | 22   | -    | 9    | 9    | 4    |      |      |
| 2022年   | 出来事                       | 増減 | 合計 | 特例 | 一期 | 二期 | 三期 | 四期 | 五期 |
| 7月31日  | 渡邉美穂 卒業                | -1   | 21   | -    | 9    | 8    | 4    |      |      |
| 9月21日  | 日向坂46 四期生 12名 加入    | +12  | 33   | -    | 9    | 8    | 4    | 12   |      |
| 12月18日 | 宮田愛萌 卒業                | -1   | 32   | -    | 9    | 7    | 4    | 12   |      |
| 2023年   | 出来事                       | 増減 | 合計 | 特例 | 一期 | 二期 | 三期 | 四期 | 五期 |
| 7月23日  | 影山優佳 卒業                | -1   | 31   | -    | 8    | 7    | 4    | 12   |      |
| 12月7日  | 岸帆夏 活動辞退発表          | -1   | 30   | -    | 8    | 7    | 4    | 11   |      |
| 12月31日 | 潮紗理菜 卒業                | -1   | 29   | -    | 7    | 7    | 4    | 11   |      |
| 2024年   | 出来事                       | 増減 | 合計 | 特例 | 一期 | 二期 | 三期 | 四期 | 五期 |
| 4月5日   | 齊藤京子 卒業                | -1   | 28   | -    | 6    | 7    | 4    | 11   |      |
| 7月31日  | 高本彩花 卒業                | -1   | 27   | -    | 5    | 7    | 4    | 11   |      |
| 12月5日  | 濱岸ひより 卒業              | -1   | 26   | -    | 5    | 6    | 4    | 11   |      |
| 12月25日 | 加藤史帆 卒業                | -1   | 25   | -    | 4    | 6    | 4    | 11   |      |
| 2025年   | 出来事                       | 増減 | 合計 | 特例 | 一期 | 二期 | 三期 | 四期 | 五期 |
| 1月25日  | 東村芽依 卒業                | -1   | 24   | -    | 3    | 6    | 4    | 11   |      |
| 1月29日  | 丹生明里 卒業                | -1   | 23   | -    | 3    | 5    | 4    | 11   |      |
| 3月10日  | 日向坂46 五期生 11名 加入    | +11  | 34   | -    | 3    | 5    | 4    | 11   | 11   |
| 3月20日  | 日向坂46 五期生 1名 辞退発表 | -1   | 33   | -    | 3    | 5    | 4    | 11   | 10   |
| 4月5日   | 佐々木美玲 卒業              | -1   | 32   | -    | 2    | 5    | 4    | 11   | 10   |
| 4月6日   | 佐々木久美 卒業              | -1   | 31   | -    | 1    | 5    | 4    | 11   | 10   |
| 5月1日   | 高瀬愛奈 卒業                | -1   | 30   | -    | -    | 5    | 4    | 11   | 10   |
| 8月5日   | 富田鈴花 卒業                | -1   | 29   | -    | -    | 4    | 4    | 11   | 10   |

### 歴代キャプテン・副キャプテン
| 期間                          | キャプテン | 副キャプテン |
| けやき坂46                    | けやき坂46 | けやき坂46   |
| ----------------------------- | ---------- | ------------ |
| 2018年6月3日 - 2019年2月10日  | 佐々木久美 | -            |
| 日向坂46                      |            |              |
| 2019年2月11日 - 2024年11月6日 | 佐々木久美 | -            |
| 2024年11月7日 - 2025年4月6日  | 佐々木久美 | 髙橋未来虹   |
| 2025年4月6日 -                | 髙橋未来虹 | -            |

### 選抜
2024年5月8日に発売した11thシングル『君はハニーデュー』より選抜制度を導入した。同シングル表題曲のフォーメーションと表題曲における選抜制度の導入は、2024年2月26日放送の『日向坂で会いましょう』（テレビ東京）にて発表された。選抜制度導入後初の表題曲におけるセンターポジションは、四期生の正源司陽子が担当する。同じ坂道シリーズの乃木坂46と櫻坂46はこの時点で既に選抜制度を導入していたが、日向坂46はこれ以前の全作品で全員選抜制度を採用していた。なお、表題曲の歌唱メンバーに選抜されなかったメンバーで構成されるアンダーグループの呼称は、ひなた坂46としている。

#### 楽曲の選抜
日向坂46への改名後に発売したシングルの表題曲ならびにアルバムのリード曲を記載。
- ◎ - センター
- ○ - フロント
- ▲ - 2列目
- △ - 3列目
- 無印 - 表題曲またはリード曲以外の収録曲に参加。
- × - 諸事情により不参加。

### 派生ユニット

#### りまちゃんちっく
りまちゃんちっくは、けやき坂46初の公式ユニットであり、欅坂46の1stアルバム『真っ白なものは汚したくなる』の収録曲「沈黙した恋人よ」、けやき坂46の1stアルバム『走り出す瞬間』の収録曲「ハロウィンのカボチャが割れた」、日向坂46の3rdシングル『こんなに好きになっちゃっていいの？』の収録曲「ママのドレス」を歌唱するユニットである。ユニット名の「りまちゃんちっく」は、「可愛い5人の女の子にいつかなりたい」という目標が込められており、インドネシア語で「5」を意味する「リマ」、「かわいい」を意味する「チャンティック」をひらがなにして組み合わせたものである。
- メンバー：潮紗理菜、加藤史帆、齊藤京子、佐々木久美、高本彩花[441][442][443]

#### 浅草姉妹
浅草姉妹は、日向坂46の1stシングル『キュン』が発売された時点で、ファッション誌の専属モデルを務めていたメンバーで構成されるユニットである。同シングルに収録されている楽曲「Footsteps」を歌唱する。ユニット名の「浅草姉妹」は、「Footsteps」のMVが浅草周辺で撮影されたことと、衣装の雰囲気が阿佐ヶ谷姉妹に似ていることに由来する。ユニット名は、2019年4月30日に千葉県・幕張メッセで行われた「デビューシングル『キュン』発売記念全国握手会」にて発表された。なお、「Footsteps」のセンターは高本彩花が務めている。
- メンバー：佐々木久美、佐々木美玲、加藤史帆、高本彩花、小坂菜緒[444][445]

#### リスペクトスリー
リスペクトスリーは、2ndシングル『ドレミソラシド』の収録曲「やさしさが邪魔をする」を歌唱するユニットである。
- メンバー：加藤史帆、渡邉美穂、上村ひなの[441][447]

#### やんちゃるファミリー
やんちゃるファミリーは、2ndシングル『ドレミソラシド』の収録曲「Cage」を歌唱するユニットである。東村が長女、丹生が次女、河田が三女、金村が四女という設定である。このユニットは、「癒し系」や「妹系」などと評されることもあるメンバーによって構成されているが、日向坂46の楽曲の中でもメッセージ性の強いものを歌唱している。
- メンバー：東村芽依、金村美玖、河田陽菜、丹生明里[441][448][449]

#### 花ちゃんズ
花ちゃんズは、日向坂46の3rdシングル『こんなに好きになっちゃっていいの?』に収録されている楽曲「まさか 偶然…」を歌唱するユニットである。2018年2月に行われたけやき坂46の2期生による『おもてなし会』を前に、自発的に結成した。ユニット名の「花ちゃんズ」は、松田好花・富田鈴花の両者の名前に花の文字があることに由来する。なお、以前はひらがなの「はなちゃんず」表記も混在していたが、2020年2月、漢字とカタカナを交じえた「花ちゃんズ」にすることとした。グラビアやインタビューなどにも2人で登場している。
『けやき坂46 2期生おもてなし会』では、富田・松田のほか、河田陽菜・金村美玖と共に、「はなちゃんず with K」の名前で欅坂46（漢字欅）のユニット・ゆいちゃんずの楽曲「チューニング」を披露した。
2020年3月3日にはギター弾き語りイベント『MTV ACOUSTIC FLOWERS -Bell & Like-』を開催する予定であったが、新型コロナウイルス感染症の流行によって延期となった後、2021年6月27日に、無観客のギター弾き語りライブを収録したものが、『MTV ACOUSTIC FLOWERS -Until Full Bloom “Bell & Like”-』として放送された。
2人は2021年に放送されたドラマ『声春っ！』内では、「まりりん&るびー」というユニットとして登場した。
- メンバー：富田鈴花、松田好花[451]

#### FACTORY
FACTORYは、日向坂46主演のドラマ『DASADA』内で登場したユニットである。同ドラマの劇中歌でもあり、日向坂46の4thシングル『ソンナコトナイヨ』に収録されている楽曲「ナゼー」を歌唱する。
- メンバー：東村芽依、河田陽菜、松田好花[459]

#### きずなーず
きずなーずは、日向坂46の1stアルバム『ひなたざか』に収録されている楽曲「どうして雨だと言ったんだろう？」を歌唱するユニットである。日向坂46としてデビューする直前の2019年3月、3人で雑誌の表紙を飾ったのを機に佐々木美玲がブログでユニット名を発表した。
- メンバー：加藤史帆、齊藤京子、佐々木美玲[441][461]

#### あゃめぃちゃん
あゃめぃちゃん（読み：あめちゃん）は、日向坂46の6thシングル『ってか』に収録されている楽曲「夢は何歳まで？」を歌唱するユニットである。元々、高本彩花と東村芽依が親しかったことから自発的に結成されたユニットで、2017年12月のSHOWROOM配信にてユニット名を決定した。2021年3月26日に開催された『春のユニット祭り おひさまベスト・プレイリスト2021』の「あなたの見てみたいユニット」コーナーにてユニット曲「夢は何歳まで？」を初披露し、その後同年10月27日発売の6thシングル『ってか』に収録された。
- メンバー：高本彩花、東村芽依[448]

#### みーぱんファミリー
みーぱんファミリーは、日向坂46の6thシングル『ってか』に収録されている楽曲「酸っぱい自己嫌悪」を歌唱するユニットである。佐々木美玲が、河田陽菜、濱岸ひより、山口陽世を娘のように可愛がっており、この三者も佐々木を「母」と慕っていることから命名された。「母」が佐々木、「長女」が濱岸、「次女」が河田、「新入りの末っ子・三女」が山口という設定。2021年3月26日に開催された『春のユニット祭り おひさまベスト・プレイリスト2021』の「あなたの見てみたいユニット」コーナーにて、オリジナル楽曲「酸っぱい自己嫌悪」を初披露した。
- メンバー：佐々木美玲、河田陽菜、濱岸ひより、山口陽世[465]

#### カラーチャート
カラーチャートは、日向坂46の6thシングル『ってか』に収録されている楽曲「あくびLetter」を歌唱する、埼玉県出身のメンバーによるユニットである。埼玉県出身のメンバーによるユニットであることから、「埼玉トリオ」「埼玉3人組」などと呼ばれていたが、3人によるユニット曲「あくびLetter」がシングルに収録されるにあたり、3人が出演するラジオ番組『ベルク presents 日向坂46の余計な事までやりましょう!』（TOKYO FM）にてユニット名が募集され、2021年10月22日放送回にてユニット名が発表された。ユニット名は埼玉県の愛称「彩の国」の“彩り”からインスパイアされている。なお、この3人は「埼玉応援団」を務めており、埼玉県150周年記念イベント等にも参加している。
- メンバー：金村美玖、丹生明里、渡邉美穂[471][472]

#### 2002年組
2002年組は、日向坂46の7thシングル『僕なんか』に収録されている楽曲「もうこんなに好きになれない」を歌唱する、2002年生まれの二期生メンバーによるユニットである。2021年3月26日に開催された『春のユニット祭り おひさまベスト・プレイリスト2021』の「あなたの見てみたいユニット」コーナーにて、オリジナル曲「もうこんなに好きになれない」を初めて披露している。
- メンバー：金村美玖、小坂菜緒、濱岸ひより[463]

#### 末っ子むすび
末っ子むすびは、日向坂46の14thシングル『Love yourself!』に収録されている楽曲「What you like!」を歌唱するメンバーによるユニットである。
- メンバー：正源司陽子、藤嶌果歩、渡辺莉奈[476]

#### 3K
3K（トリプルK）は、日向坂46の14thシングル『Love yourself!』に収録されている楽曲「やらかした」を歌唱するメンバーによるユニットである。
- メンバー：金村美玖、河田陽菜、小坂菜緒[477][478]

#### チョコラショコラ
チョコラショコラは、日向坂46主演のドラマ『声春っ！』内で登場したユニットである。同ドラマの劇中歌である「HELL ROSE」を歌唱する。
- メンバー：東村芽依、河田陽菜、濱岸ひより[481]

#### まりりん&るびー
まりりん&るびーは、日向坂46主演のドラマ『声春っ！』内で登場したユニットである。同ドラマの劇中歌である「レントゲン眼鏡」を歌唱する。
- メンバー：富田鈴花、松田好花[458]

#### wisTar
wisTarは、2024年6月21日 - 23日にYouTubeにて配信された『ひなたフェス開催決定記念！日向坂46時間TV～全国おひさま化計画～』内の企画「平尾先生、アイドルガチでプロデュースしてみた」において、四期生の平尾帆夏がプロデュースしたユニットである。平尾が作詞・作曲を担当した楽曲「恋のトレイン」を歌唱する。
- メンバー：上村ひなの、河田陽菜、小西夏菜実[485]

#### 坂道AKB
乃木坂46、欅坂46、日向坂46、AKB48グループメンバーによるコラボユニットである。日向坂46は、けやき坂46時代に、AKB48の51stシングル『ジャーバージャ』に収録されている坂道AKB第2弾の楽曲「国境のない時代」から参加している。
第2弾
- けやき坂46
  - 加藤史帆

- 乃木坂46
  - 大園桃子、久保史緒里、齋藤飛鳥、堀未央奈、山下美月、与田祐希

- 欅坂46
  - 今泉佑唯、小林由依、菅井友香、長濱ねる、渡邉理佐

- AKB48グループ
  - 岡田奈々（AKB48・STU48兼任）、岡部麟（AKB48）、小栗有以（AKB48）、松井珠理奈（SKE48）、宮脇咲良（HKT48・AKB48兼任）、向井地美音（AKB48）

第3弾
- 日向坂46
  - 加藤史帆、小坂菜緒、齊藤京子、佐々木美玲、渡邉美穂

- 乃木坂46
  - 梅澤美波、大園桃子、久保史緒里、山下美月、与田祐希

- 欅坂46
  - 小池美波、小林由依、菅井友香、鈴本美愉、土生瑞穂

- AKB48グループ
  - 梅山恋和（NMB48）、岡部麟（AKB48）、小栗有以（AKB48）、坂口渚沙（AKB48）、下尾みう（AKB48）、瀧野由美子（STU48）、田中美久（HKT48）、福岡聖菜（AKB48）、矢作萌夏（AKB48）、山内瑞葵（AKB48）

|   | 楽曲           | 収録作品                             |
| - | -------------- | ------------------------------------ |
| 2 | 国境のない時代 | AKB48 51stシングル『ジャーバージャ』 |
| 3 | 初恋ドア       | AKB48 55thシングル『ジワるDAYS』     |

### オーディション

#### けやき坂46 メンバーオーディション
- 応募資格：2015年12月31日時点で満12歳から20歳の女子[491]。応募締切は2015年12月31日まで[491]。
- 1次審査：書類選考[491]。応募総数約12,000人。
- 2次審査：[491]
- 3次審査：[492]
- 4次審査：SHOWROOM（2016年4月29日 - 5月5日、SHOWROOM）[492]。
- 最終審査：これまでの審査を通過した18名の中から[10]、合格者11名を選出[417]。
- 最終合格者：けやき坂46のメンバーとして活動を開始[417]。

#### けやき坂46 追加メンバー募集オーディション
- 応募資格：2017年6月16日時点で満12歳から20歳の女子[57]。応募締切は2017年6月16日まで[57]。
- 1次審査：書類・動画審査[57]。応募総数約15,000人。
- 2次審査：カメラテスト（2017年7月1日 - 23日、名古屋市・福岡市・大阪市・東京都・札幌市・仙台市）[57]。
- 3次審査：面談審査（2017年8月5日・6日、東京都）[57]。
- 4次審査：SHOWROOM（2017年8月8日 - 11日、SHOWROOM）[493]。
- 最終審査：（2017年8月13日、東京都）[60]。2017年8月13日、合格者として10名がSHOWROOMお礼配信[493]。その後、1名が辞退[61]。
- 最終合格者：2017年8月15日、合格者9名を発表[60]。

#### 日向坂46 新メンバーオーディション（2022年）
- 応募資格：2022年4月4日（月）の時点において満12歳から20歳の女子[170]。応募締切は2022年4月4日17時まで[170]。
- 1次審査：書類審査[170]。応募総数51,038人[188]。
- 2次審査：オンライン（2022年4月16日・17日・23日・24日）[170]。
- 3次審査：面談審査①（2022年5月5日、大阪 / 2022年5月7日・8日、東京）[170]。
- 4次審査：面談審査②（2022年5月28日、東京）[170]。
- 研修生（メンバー候補生）最終審査：（2022年5月29日、東京）[170]。
- 研修生（研修期間）：2022年6月から8月の3ケ月程度[170]。
- 最終合格者：2022年9月21日、日向坂46の四期生として12名の加入を発表[注釈 46][188]。翌日22日から10月3日まで1日1人ずつ、新メンバーの情報が発表された[188][494]。

#### 日向坂46 新メンバーオーディション（2024年）
- 応募資格：2024年9月6日時点で満12歳から満20歳の女子[248]。
- 応募期間：2024年8月5日 - 9月9日[注釈 47][248][249]。
- 1次審査：書類選考[248]。
- 2次審査：オンライン（2024年9月21日 - 9月24日）[248]。
- 3次審査：面談審査①（2024年10月12日、札幌・福岡 / 2024年10月13日、仙台・大阪 / 2024年10月14日、名古屋 / 2024年10月19日・20日、東京）[248]。
- 4次審査：面談審査②（2024年11月16日、東京）[248]。
- 研修生最終審査 ：面談審査③（2024年11月17日、東京)[248]。
- 最終合格者：2025年3月10日、日向坂46の五期生として11名の加入を発表[275]。翌日11日から20日まで1日1名ずつ、新メンバーの情報が発表された[277]。なお、公開前に1名辞退しており、発表されたのは10名[277]。

## 作品
順位はオリコン週間ランキング最高位を示し、出典をもとに記述。GD認定は日本レコード協会からのゴールドディスク認定を示し、日本レコード協会公式サイトの「ゴールドディスク認定検索」で、アーティスト名に「けやき坂46」「日向坂46」を含む作品の検索結果をもとに記述。

### シングル

#### 日向坂46
| #  | リリース日     | タイトル                           | 規格    | 形態   | 規格品番     | 順位 | GD認定           | 初収録アルバム | レーベル     |
| -- | -------------- | ---------------------------------- | ------- | ------ | ------------ | ---- | ---------------- | -------------- | ------------ |
| 1  | 2019年3月27日  | キュン                             | CD + BD | TYPE-A | SRCL-11121/2 | 1位  | ダブル・プラチナ | ひなたざか     | Sony Records |
| 1  | 2019年3月27日  | キュン                             | CD + BD | TYPE-B | SRCL-11123/4 | 1位  | ダブル・プラチナ | ひなたざか     | Sony Records |
| 1  | 2019年3月27日  | キュン                             | CD + BD | TYPE-C | SRCL-11125/6 | 1位  | ダブル・プラチナ | ひなたざか     | Sony Records |
| 1  | 2019年3月27日  | キュン                             | CD      | 通常盤 | SRCL-11127   | 1位  | ダブル・プラチナ | ひなたざか     | Sony Records |
| 2  | 2019年7月17日  | ドレミソラシド                     | CD + BD | TYPE-A | SRCL-11220/1 | 1位  | ダブル・プラチナ | ひなたざか     | Sony Records |
| 2  | 2019年7月17日  | ドレミソラシド                     | CD + BD | TYPE-B | SRCL-11222/3 | 1位  | ダブル・プラチナ | ひなたざか     | Sony Records |
| 2  | 2019年7月17日  | ドレミソラシド                     | CD + BD | TYPE-C | SRCL-11224/5 | 1位  | ダブル・プラチナ | ひなたざか     | Sony Records |
| 2  | 2019年7月17日  | ドレミソラシド                     | CD      | 通常盤 | SRCL-11226   | 1位  | ダブル・プラチナ | ひなたざか     | Sony Records |
| 3  | 2019年10月2日  | こんなに好きになっちゃっていいの？ | CD + BD | TYPE-A | SRCL-11310/1 | 1位  | ダブル・プラチナ | ひなたざか     | Sony Records |
| 3  | 2019年10月2日  | こんなに好きになっちゃっていいの？ | CD + BD | TYPE-B | SRCL-11312/3 | 1位  | ダブル・プラチナ | ひなたざか     | Sony Records |
| 3  | 2019年10月2日  | こんなに好きになっちゃっていいの？ | CD + BD | TYPE-C | SRCL-11314/5 | 1位  | ダブル・プラチナ | ひなたざか     | Sony Records |
| 3  | 2019年10月2日  | こんなに好きになっちゃっていいの？ | CD      | 通常盤 | SRCL-11316   | 1位  | ダブル・プラチナ | ひなたざか     | Sony Records |
| 4  | 2020年2月19日  | ソンナコトナイヨ                   | CD + BD | TYPE-A | SRCL-11450/1 | 1位  | ダブル・プラチナ | ひなたざか     | Sony Records |
| 4  | 2020年2月19日  | ソンナコトナイヨ                   | CD + BD | TYPE-B | SRCL-11452/3 | 1位  | ダブル・プラチナ | ひなたざか     | Sony Records |
| 4  | 2020年2月19日  | ソンナコトナイヨ                   | CD + BD | TYPE-C | SRCL-11454/5 | 1位  | ダブル・プラチナ | ひなたざか     | Sony Records |
| 4  | 2020年2月19日  | ソンナコトナイヨ                   | CD      | 通常盤 | SRCL-11456   | 1位  | ダブル・プラチナ | ひなたざか     | Sony Records |
| 5  | 2021年5月26日  | 君しか勝たん                       | CD + BD | TYPE-A | SRCL-11794/5 | 1位  | ダブル・プラチナ | 脈打つ感情     | Sony Records |
| 5  | 2021年5月26日  | 君しか勝たん                       | CD + BD | TYPE-B | SRCL-11796/7 | 1位  | ダブル・プラチナ | 脈打つ感情     | Sony Records |
| 5  | 2021年5月26日  | 君しか勝たん                       | CD + BD | TYPE-C | SRCL-11798/9 | 1位  | ダブル・プラチナ | 脈打つ感情     | Sony Records |
| 5  | 2021年5月26日  | 君しか勝たん                       | CD + BD | TYPE-D | SRCL-11800/1 | 1位  | ダブル・プラチナ | 脈打つ感情     | Sony Records |
| 5  | 2021年5月26日  | 君しか勝たん                       | CD      | 通常盤 | SRCL-11802   | 1位  | ダブル・プラチナ | 脈打つ感情     | Sony Records |
| 6  | 2021年10月27日 | ってか                             | CD + BD | TYPE-A | SRCL-11941/2 | 1位  | ダブル・プラチナ | 脈打つ感情     | Sony Records |
| 6  | 2021年10月27日 | ってか                             | CD + BD | TYPE-B | SRCL-11943/4 | 1位  | ダブル・プラチナ | 脈打つ感情     | Sony Records |
| 6  | 2021年10月27日 | ってか                             | CD + BD | TYPE-C | SRCL-11945/6 | 1位  | ダブル・プラチナ | 脈打つ感情     | Sony Records |
| 6  | 2021年10月27日 | ってか                             | CD + BD | TYPE-D | SRCL-11947/8 | 1位  | ダブル・プラチナ | 脈打つ感情     | Sony Records |
| 6  | 2021年10月27日 | ってか                             | CD      | 通常盤 | SRCL-11949   | 1位  | ダブル・プラチナ | 脈打つ感情     | Sony Records |
| 7  | 2022年6月1日   | 僕なんか                           | CD + BD | TYPE-A | SRCL-12140/1 | 1位  | ダブル・プラチナ | 脈打つ感情     | Sony Records |
| 7  | 2022年6月1日   | 僕なんか                           | CD + BD | TYPE-B | SRCL-12142/3 | 1位  | ダブル・プラチナ | 脈打つ感情     | Sony Records |
| 7  | 2022年6月1日   | 僕なんか                           | CD + BD | TYPE-C | SRCL-12144/5 | 1位  | ダブル・プラチナ | 脈打つ感情     | Sony Records |
| 7  | 2022年6月1日   | 僕なんか                           | CD + BD | TYPE-D | SRCL-12146/7 | 1位  | ダブル・プラチナ | 脈打つ感情     | Sony Records |
| 7  | 2022年6月1日   | 僕なんか                           | CD      | 通常盤 | SRCL-12948   | 1位  | ダブル・プラチナ | 脈打つ感情     | Sony Records |
| 8  | 2022年10月26日 | 月と星が踊るMidnight               | CD + BD | TYPE-A | SRCL-12320/1 | 1位  | ダブル・プラチナ | 脈打つ感情     | Sony Records |
| 8  | 2022年10月26日 | 月と星が踊るMidnight               | CD + BD | TYPE-B | SRCL-12322/3 | 1位  | ダブル・プラチナ | 脈打つ感情     | Sony Records |
| 8  | 2022年10月26日 | 月と星が踊るMidnight               | CD + BD | TYPE-C | SRCL-12324/5 | 1位  | ダブル・プラチナ | 脈打つ感情     | Sony Records |
| 8  | 2022年10月26日 | 月と星が踊るMidnight               | CD + BD | TYPE-D | SRCL-12326/7 | 1位  | ダブル・プラチナ | 脈打つ感情     | Sony Records |
| 8  | 2022年10月26日 | 月と星が踊るMidnight               | CD      | 通常盤 | SRCL-12328   | 1位  | ダブル・プラチナ | 脈打つ感情     | Sony Records |
| 9  | 2023年4月19日  | One choice                         | CD + BD | TYPE-A | SRCL-12490/1 | 1位  | ダブル・プラチナ | 脈打つ感情     | Sony Records |
| 9  | 2023年4月19日  | One choice                         | CD + BD | TYPE-B | SRCL-12492/3 | 1位  | ダブル・プラチナ | 脈打つ感情     | Sony Records |
| 9  | 2023年4月19日  | One choice                         | CD + BD | TYPE-C | SRCL-12494/5 | 1位  | ダブル・プラチナ | 脈打つ感情     | Sony Records |
| 9  | 2023年4月19日  | One choice                         | CD + BD | TYPE-D | SRCL-12496/7 | 1位  | ダブル・プラチナ | 脈打つ感情     | Sony Records |
| 9  | 2023年4月19日  | One choice                         | CD      | 通常盤 | SRCL-12498   | 1位  | ダブル・プラチナ | 脈打つ感情     | Sony Records |
| 10 | 2023年7月26日  | Am I ready?                        | CD + BD | TYPE-A | SRCL-12610/1 | 1位  | ダブル・プラチナ | 脈打つ感情     | Sony Records |
| 10 | 2023年7月26日  | Am I ready?                        | CD + BD | TYPE-B | SRCL-12612/3 | 1位  | ダブル・プラチナ | 脈打つ感情     | Sony Records |
| 10 | 2023年7月26日  | Am I ready?                        | CD + BD | TYPE-C | SRCL-12614/5 | 1位  | ダブル・プラチナ | 脈打つ感情     | Sony Records |
| 10 | 2023年7月26日  | Am I ready?                        | CD + BD | TYPE-D | SRCL-12616/7 | 1位  | ダブル・プラチナ | 脈打つ感情     | Sony Records |
| 10 | 2023年7月26日  | Am I ready?                        | CD      | 通常盤 | SRCL-12618   | 1位  | ダブル・プラチナ | 脈打つ感情     | Sony Records |
| 11 | 2024年5月8日   | 君はハニーデュー                   | CD + BD | TYPE-A | SRCL-12860/1 | 1位  | ダブル・プラチナ | 未収録         | Sony Records |
| 11 | 2024年5月8日   | 君はハニーデュー                   | CD + BD | TYPE-B | SRCL-12862/3 | 1位  | ダブル・プラチナ | 未収録         | Sony Records |
| 11 | 2024年5月8日   | 君はハニーデュー                   | CD + BD | TYPE-C | SRCL-12864/5 | 1位  | ダブル・プラチナ | 未収録         | Sony Records |
| 11 | 2024年5月8日   | 君はハニーデュー                   | CD + BD | TYPE-D | SRCL-12866/7 | 1位  | ダブル・プラチナ | 未収録         | Sony Records |
| 11 | 2024年5月8日   | 君はハニーデュー                   | CD      | 通常盤 | SRCL-12868   | 1位  | ダブル・プラチナ | 未収録         | Sony Records |
| 12 | 2024年9月18日  | 絶対的第六感                       | CD + BD | TYPE-A | SRCL-13000/1 | 1位  | ダブル・プラチナ | 未収録         | Sony Records |
| 12 | 2024年9月18日  | 絶対的第六感                       | CD + BD | TYPE-B | SRCL-13002/3 | 1位  | ダブル・プラチナ | 未収録         | Sony Records |
| 12 | 2024年9月18日  | 絶対的第六感                       | CD + BD | TYPE-C | SRCL-13004/5 | 1位  | ダブル・プラチナ | 未収録         | Sony Records |
| 12 | 2024年9月18日  | 絶対的第六感                       | CD + BD | TYPE-D | SRCL-13006/7 | 1位  | ダブル・プラチナ | 未収録         | Sony Records |
| 12 | 2024年9月18日  | 絶対的第六感                       | CD      | 通常盤 | SRCL-13008   | 1位  | ダブル・プラチナ | 未収録         | Sony Records |
| 13 | 2025年1月29日  | 卒業写真だけが知ってる             | CD + BD | TYPE-A | SRCL-13120/1 | 1位  | ダブル・プラチナ | 未収録         | Sony Records |
| 13 | 2025年1月29日  | 卒業写真だけが知ってる             | CD + BD | TYPE-B | SRCL-13122/3 | 1位  | ダブル・プラチナ | 未収録         | Sony Records |
| 13 | 2025年1月29日  | 卒業写真だけが知ってる             | CD + BD | TYPE-C | SRCL-13124/5 | 1位  | ダブル・プラチナ | 未収録         | Sony Records |
| 13 | 2025年1月29日  | 卒業写真だけが知ってる             | CD + BD | TYPE-D | SRCL-13126/7 | 1位  | ダブル・プラチナ | 未収録         | Sony Records |
| 13 | 2025年1月29日  | 卒業写真だけが知ってる             | CD      | 通常盤 | SRCL-13128   | 1位  | ダブル・プラチナ | 未収録         | Sony Records |
| 14 | 2025年5月21日  | Love yourself!                     | CD + BD | TYPE-A | SRCL-13270/1 | 1位  | ダブル・プラチナ | 未収録         | Sony Records |
| 14 | 2025年5月21日  | Love yourself!                     | CD + BD | TYPE-B | SRCL-13272/3 | 1位  | ダブル・プラチナ | 未収録         | Sony Records |
| 14 | 2025年5月21日  | Love yourself!                     | CD + BD | TYPE-C | SRCL-13274/5 | 1位  | ダブル・プラチナ | 未収録         | Sony Records |
| 14 | 2025年5月21日  | Love yourself!                     | CD + BD | TYPE-D | SRCL-13276/7 | 1位  | ダブル・プラチナ | 未収録         | Sony Records |
| 14 | 2025年5月21日  | Love yourself!                     | CD      | 通常盤 | SRCL-13278   | 1位  | ダブル・プラチナ | 未収録         | Sony Records |
| 15 | 2025年9月17日  | お願いバッハ!                      | CD + BD | TYPE-A | SRCL-13400/1 | TBA  | TBA              | 未収録         | Sony Records |
| 15 | 2025年9月17日  | お願いバッハ!                      | CD + BD | TYPE-B | SRCL-13402/3 | TBA  | TBA              | 未収録         | Sony Records |
| 15 | 2025年9月17日  | お願いバッハ!                      | CD + BD | TYPE-C | SRCL-13404/5 | TBA  | TBA              | 未収録         | Sony Records |
| 15 | 2025年9月17日  | お願いバッハ!                      | CD + BD | TYPE-D | SRCL-13406/7 | TBA  | TBA              | 未収録         | Sony Records |
| 15 | 2025年9月17日  | お願いバッハ!                      | CD      | 通常盤 | SRCL-13408   | TBA  | TBA              | 未収録         | Sony Records |

### アルバム

#### けやき坂46
| # | リリース日    | タイトル     | 規格    | 形態   | 規格品番    | 順位 | GD認定   | レーベル     |
| - | ------------- | ------------ | ------- | ------ | ----------- | ---- | -------- | ------------ |
| 1 | 2018年6月20日 | 走り出す瞬間 | CD + BD | Type A | SRCL-9825/6 | 1位  | ゴールド | Sony Records |
| 1 | 2018年6月20日 | 走り出す瞬間 | CD + BD | Type B | SRCL-9827/8 | 1位  | ゴールド | Sony Records |
| 1 | 2018年6月20日 | 走り出す瞬間 | CD      | 通常盤 | SRCL-9829   | 1位  | ゴールド | Sony Records |

#### 日向坂46
| # | リリース日    | タイトル   | 規格    | 形態   | 規格品番     | 順位 | GD認定   | レーベル     |
| - | ------------- | ---------- | ------- | ------ | ------------ | ---- | -------- | ------------ |
| 1 | 2020年9月23日 | ひなたざか | CD + BD | Type A | SRCL-11580/1 | 1位  | プラチナ | Sony Records |
| 1 | 2020年9月23日 | ひなたざか | CD + BD | Type B | SRCL-11582/3 | 1位  | プラチナ | Sony Records |
| 1 | 2020年9月23日 | ひなたざか | CD      | 通常盤 | SRCL-11584   | 1位  | プラチナ | Sony Records |
| 2 | 2023年11月8日 | 脈打つ感情 | CD + BD | Type A | SRCL-12720/2 | 1位  | ゴールド | Sony Records |
| 2 | 2023年11月8日 | 脈打つ感情 | CD + BD | Type B | SRCL-12723/5 | 1位  | ゴールド | Sony Records |
| 2 | 2023年11月8日 | 脈打つ感情 | CD      | 通常盤 | SRCL-12726   | 1位  | ゴールド | Sony Records |

### 参加楽曲

#### シングルカップリング曲
| リリース日     | タイトル               | 欅坂46収録シングル       | 欅坂46収録アルバム         | けやき坂46収録アルバム |
| -------------- | ---------------------- | ------------------------ | -------------------------- | ---------------------- |
| 2016年4月6日   | 乗り遅れたバス         | サイレントマジョリティー | 真っ白なものは汚したくなる | 未収録                 |
| 2016年8月10日  | ひらがなけやき         | 世界には愛しかない       | 真っ白なものは汚したくなる | 走り出す瞬間           |
| 2016年11月30日 | 誰よりも高く跳べ！     | 二人セゾン               | 真っ白なものは汚したくなる | 走り出す瞬間           |
| 2017年4月5日   | W-KEYAKIZAKAの詩       | 不協和音                 | 真っ白なものは汚したくなる | 走り出す瞬間           |
| 2017年4月5日   | 僕たちは付き合っている | 不協和音                 | 真っ白なものは汚したくなる | 走り出す瞬間           |
| 2017年10月25日 | それでも歩いてる       | 風に吹かれても           | 未収録                     | 走り出す瞬間           |
| 2017年10月25日 | NO WAR in the future   | 風に吹かれても           | 未収録                     | 走り出す瞬間           |
| 2018年3月7日   | イマニミテイロ         | ガラスを割れ！           | 未収録                     | 走り出す瞬間           |
| 2018年3月7日   | 半分の記憶             | ガラスを割れ！           | 未収録                     | 走り出す瞬間           |
| 2018年8月15日  | ハッピーオーラ         | アンビバレント           | 未収録                     | 未収録                 |
| 2019年2月27日  | 君に話しておきたいこと | 黒い羊                   | 未収録                     | 未収録                 |
| 2019年2月27日  | 抱きしめてやる         | 黒い羊                   | 未収録                     | 未収録                 |

#### アルバム収録曲
| リリース日    | タイトル                   | 欅坂46収録アルバム         | けやき坂46収録アルバム |
| ------------- | -------------------------- | -------------------------- | ---------------------- |
| 2017年7月19日 | 沈黙した恋人よ             | 真っ白なものは汚したくなる | 走り出す瞬間           |
| 2017年7月19日 | 永遠の白線                 | 真っ白なものは汚したくなる | 走り出す瞬間           |
| 2017年7月19日 | 太陽は見上げる人を選ばない | 真っ白なものは汚したくなる | 未収録                 |
| 2017年7月19日 | 猫の名前                   | 真っ白なものは汚したくなる | 未収録                 |

### その他作品
けやき坂46
- JOYFUL LOVE（2018年）- ファッションサブスクリプションサービス『メチャカリ』の「MECHAKARI JOYFUL LOVE」篇CMソング起用にちなむキャンペーンとして「JOYFUL LOVE」が収録されたオリジナルCDが有料プラン会員限定でプレゼントされた。その後、楽曲は日向坂46名義の楽曲として1stシングル『キュン』に収録。

### 未音源化曲
日向坂46
- レントゲン眼鏡
  - ユニット：まりりん&るびー（富田鈴花、松田好花）
日本テレビ系ドラマ『声春っ!』 劇中歌。

- HELL ROSE
  - ユニット：チョコラショコラ（東村芽依、河田陽菜、濱岸ひより）
日本テレビ系ドラマ『声春っ!』 劇中歌。

- 恋のトレイン
  - ユニット：wisTar（河田陽菜、上村ひなの、小西夏菜実）。

### 映像作品

#### ライブ
| # | リリース日     | タイトル                                                                        | 規格      | 形態              | 規格品番     | レーベル     |
| - | -------------- | ------------------------------------------------------------------------------- | --------- | ----------------- | ------------ | ------------ |
| 1 | 2022年7月20日  | 日向坂46 3周年記念MEMORIAL LIVE 〜3回目のひな誕祭〜 in 東京ドーム               | DVD       | 完全生産限定盤    | SRBL-2070/4  | Sony Records |
| 1 | 2022年7月20日  | 日向坂46 3周年記念MEMORIAL LIVE 〜3回目のひな誕祭〜 in 東京ドーム               | DVD       | 通常盤 DAY1       | SRBL-2075/6  | Sony Records |
| 1 | 2022年7月20日  | 日向坂46 3周年記念MEMORIAL LIVE 〜3回目のひな誕祭〜 in 東京ドーム               | DVD       | 通常盤 DAY2       | SRBL-2077/8  | Sony Records |
| 1 | 2022年7月20日  | 日向坂46 3周年記念MEMORIAL LIVE 〜3回目のひな誕祭〜 in 東京ドーム               | BD        | 完全生産限定盤    | SRXL-370/2   | Sony Records |
| 1 | 2022年7月20日  | 日向坂46 3周年記念MEMORIAL LIVE 〜3回目のひな誕祭〜 in 東京ドーム               | BD        | 通常盤 DAY1       | SRXL-373     | Sony Records |
| 1 | 2022年7月20日  | 日向坂46 3周年記念MEMORIAL LIVE 〜3回目のひな誕祭〜 in 東京ドーム               | BD        | 通常盤 DAY2       | SRXL-374     | Sony Records |
| 2 | 2023年9月13日  | 日向坂46 4周年記念MEMORIAL LIVE 〜4回目のひな誕祭〜 in 横浜スタジアム           | DVD       | 完全生産限定盤    | SRBL-2180/4  | Sony Records |
| 2 | 2023年9月13日  | 日向坂46 4周年記念MEMORIAL LIVE 〜4回目のひな誕祭〜 in 横浜スタジアム           | DVD       | 通常盤 DAY1       | SRBL-2185/6  | Sony Records |
| 2 | 2023年9月13日  | 日向坂46 4周年記念MEMORIAL LIVE 〜4回目のひな誕祭〜 in 横浜スタジアム           | DVD       | 通常盤 DAY2       | SRBL-2187/8  | Sony Records |
| 2 | 2023年9月13日  | 日向坂46 4周年記念MEMORIAL LIVE 〜4回目のひな誕祭〜 in 横浜スタジアム           | BD        | 完全限定生産版    | SRXL-440/2   | Sony Records |
| 2 | 2023年9月13日  | 日向坂46 4周年記念MEMORIAL LIVE 〜4回目のひな誕祭〜 in 横浜スタジアム           | BD        | 通常盤 DAY1       | SRXL-443     | Sony Records |
| 2 | 2023年9月13日  | 日向坂46 4周年記念MEMORIAL LIVE 〜4回目のひな誕祭〜 in 横浜スタジアム           | BD        | 通常盤 DAY2       | SRXL-444     | Sony Records |
| 3 | 2023年12月24日 | ひらがなくりすます2018 & ひなくり2019〜2022 Complete Box                        | 5BD+GOODS | 完全生産限定盤    | SRX7-43/8    | Sony Records |
| 4 | 2024年7月24日  | 齊藤京子卒業コンサート&5周年記念MEMORIAL LIVE 〜5回目のひな誕祭〜 -DAY1 & DAY2- | 4BD       | 完全生産限定盤    | SRXL-510/3   | Sony Records |
| 4 | 2024年7月24日  | 齊藤京子卒業コンサート&5周年記念MEMORIAL LIVE 〜5回目のひな誕祭〜 -DAY1 & DAY2- | 7DVD      | 完全生産限定盤    | SRBL-2270/6  | Sony Records |
| 4 | 2024年7月24日  | 5周年記念MEMORIAL LIVE 〜5回目のひな誕祭〜 -DAY1 & DAY2-                        | 2BD       | 初回生産限定盤    | SRXL-514/5   | Sony Records |
| 4 | 2024年7月24日  | 5周年記念MEMORIAL LIVE 〜5回目のひな誕祭〜 -DAY1 & DAY2-                        | 4DVD      | 初回生産限定盤    | SRBL-2277/80 | Sony Records |
| 4 | 2024年7月24日  | 齊藤京子卒業コンサート                                                          | BD        | 通常盤 / 初回仕様 | SRXL-516     | Sony Records |
| 4 | 2024年7月24日  | 齊藤京子卒業コンサート                                                          | 2DVD      | 通常盤 / 初回仕様 | SRBL-2281/2  | Sony Records |
| 5 | 2025年7月23日  | 6周年記念MEMORIAL LIVE6回目のひな誕祭 in 横浜スタジアム -DAY1 & DAY2-           | BD        | 通常盤 / 初回仕様 | SRXL 580~3   | Sony Records |
| 5 | 2025年7月23日  | 6周年記念MEMORIAL LIVE6回目のひな誕祭 in 横浜スタジアム -DAY1 & DAY2-           | DVD       | 通常盤 / 初回仕様 | SRBL 2370~5  | Sony Records |

#### ミュージックビデオ
| # | リリース日    | タイトル                                                   | 規格           | 形態           | 規格品番 |
| - | ------------- | ---------------------------------------------------------- | -------------- | -------------- | -------- |
| 1 | 2024年12月4日 | けやき坂46＆日向坂46 BEST MUSIC VIDEO COLLECTION 2015-2024 | 3Blu-ray+GOODS | 完全生産限定盤 | SRX750/3 |

#### テレビドラマ
| ＃ | リリース日   | タイトル | 規格 | 規格品番    | レーベル     |
| -- | ------------ | -------- | ---- | ----------- | ------------ |
| 1  | 2018年7月4日 | Re:Mind  | DVD  | SSBX-2590/4 | Sony Records |
| 1  | 2018年7月4日 | Re:Mind  | BD   | SSXX-62/6   | Sony Records |

| ＃ | リリース日    | タイトル | 規格 | 規格品番   | レーベル |
| -- | ------------- | -------- | ---- | ---------- | -------- |
| 1  | 2020年5月22日 | DASADA   | DVD  | VPBF-14015 | vap      |
| 1  | 2020年5月22日 | DASADA   | BD   | VPXF-71807 | vap      |
| 2  | 2021年9月15日 | 声春っ！ | DVD  | VPBF-14095 | vap      |
| 2  | 2021年9月15日 | 声春っ！ | BD   | VPXF-71871 | vap      |

#### バラエティ
『KEYABINGO!』シリーズ
| ＃ | リリース日    | タイトル    | 規格 | 形態   | 規格品番   | レーベル |
| -- | ------------- | ----------- | ---- | ------ | ---------- | -------- |
| 1  | 2018年6月29日 | KEYABINGO!3 | DVD  | 初回版 | VPBF-14695 | vap      |
| 1  | 2018年6月29日 | KEYABINGO!3 | BD   | 通常版 | VPXF-71587 | vap      |
| 2  | 2018年11月9日 | KEYABINGO!4 | DVD  | 初回版 | VPBF-14754 | vap      |
| 2  | 2018年11月9日 | KEYABINGO!4 | BD   | 通常版 | VPXF-71651 | vap      |

『HINABINGO!』シリーズ
| ＃ | リリース日     | タイトル    | 規格 | 形態   | 規格品番   | レーベル |
| -- | -------------- | ----------- | ---- | ------ | ---------- | -------- |
| 1  | 2019年11月22日 | HINABINGO!  | DVD  | 初回版 | VPBF-14874 | vap      |
| 1  | 2019年11月22日 | HINABINGO!  | BD   | 通常版 | VPXF-71765 | vap      |
| 2  | 2020年4月23日  | HINABINGO!2 | DVD  | 初回版 | VPBF-14008 | vap      |
| 2  | 2020年4月23日  | HINABINGO!2 | BD   | 通常版 | VPXF-71801 | vap      |

『ひらがな推し』
| ＃ | リリース日    | タイトル                             | 規格 | 規格品番 | レーベル     |
| -- | ------------- | ------------------------------------ | ---- | -------- | ------------ |
| 1  | 2021年3月31日 | 『としちゃんと愉快な仲間たち編』     | BD   | SRXW-34  | Sony Records |
| 1  | 2021年3月31日 | 『京子さん、何してんですか編』       | BD   | SRXW-35  | Sony Records |
| 1  | 2021年3月31日 | 『日向のバラエティ女王誕生編』       | BD   | SRXW-36  | Sony Records |
| 1  | 2021年3月31日 | 『パンの鉄砲を撃ちますよ編』         | BD   | SRXW-37  | Sony Records |
| 1  | 2021年3月31日 | 『あだ名がおたけになりました編』     | BD   | SRXW-38  | Sony Records |
| 2  | 2022年1月1日  | 『初ガツオを推すしかない編』         | BD   | SRXW-45  | Sony Records |
| 2  | 2022年1月1日  | 『好きな人いるの?ニブだよ編』        | BD   | SRXW-46  | Sony Records |
| 2  | 2022年1月1日  | 『ヘビーリトルトゥース誕生編』       | BD   | SRXW-47  | Sony Records |
| 2  | 2022年1月1日  | 『埼玉と春日が生んだ怒涛の起爆剤編』 | BD   | SRXW-48  | Sony Records |
| 2  | 2022年1月1日  | 『いつでもどこでも変化球編』         | BD   | SRXW-49  | Sony Records |

『日向坂で会いましょう』
| ＃ | リリース日    | タイトル                                       | 規格 | 規格品番 | レーベル     |
| -- | ------------- | ---------------------------------------------- | ---- | -------- | ------------ |
| 1  | 2023年1月1日  | 『加藤史帆のバーベキューで会いましょう』       | BD   | SRXW-56  | Sony Records |
| 1  | 2023年1月1日  | 『佐々木久美の野球で会いましょう』             | BD   | SRXW-57  | Sony Records |
| 1  | 2023年1月1日  | 『金村美玖のオードリーに合いましょう』         | BD   | SRXW-58  | Sony Records |
| 1  | 2023年1月1日  | 『小坂菜緒のヒットキャンペーンで会いましょう』 | BD   | SRXW-59  | Sony Records |
| 1  | 2023年1月1日  | 『丹生明里の団体戦で会いましょう』             | BD   | SRXW-60  | Sony Records |
| 2  | 2024年1月31日 | 『齊藤京子の野球を好きになりましょう』         | BD   | SRXW-71  | Sony Records |
| 2  | 2024年1月31日 | 『佐々木美玲のおひさまたちを釣りましょう』     | BD   | SRXW-72  | Sony Records |
| 2  | 2024年1月31日 | 『河田陽菜の秋頃に会いましょう』               | BD   | SRXW-73  | Sony Records |
| 2  | 2024年1月31日 | 『松田好花のリトルトゥースになりましょう』     | BD   | SRXW-74  | Sony Records |
| 2  | 2024年1月31日 | 『上村ひなのの三期生に出会いましょう』         | BD   | SRXW-75  | Sony Records |
| 3  | 2025年4月9日  | 『新年早々バトりましょう』                     | BD   | SRXW-82  | Sony Records |
| 3  | 2025年4月9日  | 『OBKを炙り出しましょう』                      | BD   | SRXW-83  | Sony Records |
| 3  | 2025年4月9日  | 『ポンコツたちを集めましょう』                 | BD   | SRXW-84  | Sony Records |
| 3  | 2025年4月9日  | 『四期生を知ってもらいましょう』               | BD   | SRXW-85  | Sony Records |
| 3  | 2025年4月9日  | 『宮崎に行きましょう』                         | BD   | SRXW-86  | Sony Records |

『日向坂ミュージックパレード』
| ＃ | リリース日            | タイトル                       | 規格 | 規格品番   | レーベル |
| -- | --------------------- | ------------------------------ | ---- | ---------- | -------- |
| 1  | 2025年2月26日         | 『日向坂ミュージックパレード』 | BD   | VPXF-72091 | vap      |
| 2  | 2025年8月27日（予定） | 『日向坂ミュージックパレード』 | BD   | VPXF-72131 | vap      |

#### 舞台
| ＃ | リリース日    | タイトル                                 | 規格 | 形態           | 規格品番   | レーベル |
| -- | ------------- | ---------------------------------------- | ---- | -------------- | ---------- | -------- |
| 1  | 2019年2月27日 | マギアレコード 魔法少女まどか☆マギカ外伝 | BD   | 完全生産限定版 | ANZX-10096 | vap      |
| 1  | 2019年2月27日 | マギアレコード 魔法少女まどか☆マギカ外伝 | DVD  | 完全生産限定版 | ANZB-10096 | vap      |

#### 映画
| ＃ | リリース日     | タイトル        | 規格 | 形態   | 規格品番  | レーベル  |
| -- | -------------- | --------------- | ---- | ------ | --------- | --------- |
| 1  | 2021年1月20日  | 3年目のデビュー | BD   | 豪華版 | SSXX-212  | TBSテレビ |
| 1  | 2021年1月20日  | 3年目のデビュー | DVD  | 豪華版 | SSBX-2827 | TBSテレビ |
| 2  | 2022年12月21日 | 希望と絶望      | BD   | 豪華版 | SSXX-220  | TBSテレビ |
| 2  | 2022年12月21日 | 希望と絶望      | DVD  | 豪華版 | SSBX-2830 | TBSテレビ |

### ミュージックビデオ
| タイトル                   | 監督               | 収録作品                   |
| -------------------------- | ------------------ | -------------------------- |
| 誰よりも高く跳べ！         | 井上強             | 二人セゾン                 |
| W-KEYAKIZAKAの詩           | 池田一真           | 不協和音                   |
| 僕たちは付き合っている     | 森田亮             | 不協和音                   |
| W-KEYAKIZAKAの詩<32人ver.> | 池田一真           | 真っ白なものは汚したくなる |
| それでも歩いてる           | 萩原健太郎、香取徹 | 風に吹かれても             |
| イマニミテイロ             | 山田健人           | ガラスを割れ！             |
| 期待していない自分         | 安藤隼人           | 走り出す瞬間               |
| ハッピーオーラ             | 成田洋一           | アンビバレント             |
| 君に話しておきたいこと     | 安藤隼人           | 黒い羊                     |

| タイトル                                                   | 監督                | 収録作品                          |
| ---------------------------------------------------------- | ------------------- | --------------------------------- |
| キュン                                                     | 安藤隼人            | キュン                            |
| JOYFUL LOVE                                                | 池田一真            | キュン                            |
| Footsteps                                                  | 横堀光範            | キュン                            |
| ときめき草                                                 | 池田一真            | キュン                            |
| ドレミソラシド                                             | 安藤隼人            | ドレミソラシド                    |
| キツネ                                                     | 荒伊玖磨            | ドレミソラシド                    |
| Cage                                                       | 塩田悠地            | ドレミソラシド                    |
| やさしさが邪魔をする                                       | 谷山剛              | ドレミソラシド                    |
| こんなに好きになっちゃっていいの？                         | 池田一真            | こんなに好きになっちゃっていいの? |
| ホントの時間                                               | 荒伊玖磨            | こんなに好きになっちゃっていいの? |
| 一番好きだとみんなに言っていた小説のタイトルを思い出せない | 児山隆              | こんなに好きになっちゃっていいの? |
| ママのドレス                                               | 安藤隼人            | こんなに好きになっちゃっていいの? |
| ソンナコトナイヨ                                           | 安藤隼人            | ソンナコトナイヨ                  |
| 青春の馬                                                   | 白石剛浩            | ソンナコトナイヨ                  |
| 窓を開けなくても                                           | 大澤健太郎          | ソンナコトナイヨ                  |
| ナゼー                                                     | 稲葉右京            | ソンナコトナイヨ                  |
| アザトカワイイ                                             | 白石剛浩            | ひなたざか                        |
| 君しか勝たん                                               | 田向潤              | 君しか勝たん                      |
| 声の足跡                                                   | 安藤隼人            | 君しか勝たん                      |
| Right?                                                     | KASICO（FIXION）    | 君しか勝たん                      |
| 世界にはThank you!が溢れている                             | 大喜多正毅          | 君しか勝たん                      |
| どうする？どうする？どうする？                             | 月田茂              | 君しか勝たん                      |
| ってか                                                     | 新宮良平            | ってか                            |
| 何度でも何度でも                                           | 鈴木健太            | ってか                            |
| 夢は何歳まで？                                             | 大河臣              | ってか                            |
| 酸っぱい自己嫌悪                                           | 安藤隼人            | ってか                            |
| あくびLetter                                               | 山口悠野            | ってか                            |
| 僕なんか                                                   | 安藤隼人            | 僕なんか                          |
| 飛行機雲ができる理由                                       | 松本壮史            | 僕なんか                          |
| 真夜中の懺悔大会                                           | 荒伊玖磨（WASH）    | 僕なんか                          |
| 恋した魚は空を飛ぶ                                         | 大久保拓朗          | 僕なんか                          |
| ゴーフルと君                                               | 頃安祐良            | 僕なんか                          |
| 月と星が踊るMidnight                                       | 大喜多正毅          | 月と星が踊るMidnight              |
| その他大勢タイプ                                           | UKYO Inaba（EPOCH） | 月と星が踊るMidnight              |
| 10秒天使                                                   | 有光文弥、小座間陸  | 月と星が踊るMidnight              |
| ブルーベリー&ラズベリー                                    | 大久保拓朗          | 月と星が踊るMidnight              |
| One choice                                                 | 安藤隼人            | One choice                        |
| 恋は逃げ足が早い                                           | 吉田ユウキ          | One choice                        |
| シーラカンス                                               | 鈴木菜音            | One choice                        |
| 友よ 一番星だ                                              | 大久保拓朗          | One choice                        |
| Am I ready?                                                | 白石剛浩            | Am I ready?                       |
| 見たことない魔物                                           | 安藤隼人            | Am I ready?                       |
| ガラス窓が汚れてる                                         | 森義仁              | Am I ready?                       |
| 君は0から1になれ                                           | 安藤隼人            | 脈打つ感情                        |
| 君はハニーデュー                                           | 濵田明日也          | 君はハニーデュー                  |
| 僕に続け                                                   | 安藤隼人            | 君はハニーデュー                  |
| 錆つかない剣を持て！                                       | 大澤健太郎          | 君はハニーデュー                  |
| 雨が降ったって                                             | 斉藤友和            | 君はハニーデュー                  |
| 絶対的第六感                                               | 濵田明日也          | 絶対的第六感                      |
| 君を覚えてない                                             | 中田みのり          | 絶対的第六感                      |
| 夕陽Dance                                                  | 高橋一生            | 絶対的第六感                      |
| 卒業写真だけが知ってる                                     | スミス              | 卒業写真だけが知ってる            |
| SUZUKA                                                     | 大久保拓朗          | 卒業写真だけが知ってる            |
| 足の小指を箪笥の角にぶつけた                               | 松永つぐみ          | 卒業写真だけが知ってる            |
| Love yourself!                                             | スミス              | Love yourself!                    |
| ジャーマンアイリス                                         | 安藤隼人            | Love yourself!                    |
| 海風とわがまま                                             | 三石直和            | Love yourself!                    |

## タイアップ
| 楽曲                               | タイアップ | 収録作品                                          |
| ---------------------------------- | --- | ------------------------------------------------- |
| それでも歩いてる                   | テレビ東京系ドラマ『Re:Mind』主題歌                                                                              | 欅坂46 5thシングル『風に吹かれても』              |
| 車輪が軋むように君が泣く           | 映画『3年目のデビュー』主題歌                                                                                    | けやき坂46 1stアルバム『走り出す瞬間』            |
| ハッピーオーラ                     | 集英社『集英社 秋マン!! 2018』CMソング                                                                           | 欅坂46 7thシングル『アンビバレント』              |
| 君に話しておきたいこと             | カレーハウスCoCo壱番屋『ここいち de HAPPY! キャンペーン』CMソング                                                | 欅坂46 8thシングル『黒い羊』                      |
| JOYFUL LOVE                        | ストライプインターナショナル『メチャカリ』CMソング                                                               | 1stシングル『キュン』                             |
| JOYFUL LOVE                        | Sony Music『3周年記念MEMORIAL LIVE 〜3回目のひな誕祭〜』in 東京ドーム CMソング                                   | 1stシングル『キュン』                             |
| キュン                             | ストライプインターナショナル『メチャカリ』CMソング                                                               | 1stシングル『キュン』                             |
| キュン                             | UNI'S ON AIR CMソング                                                                                            | 1stシングル『キュン』                             |
| キュン                             | 文化放送『日向坂46の「ひ」』オープニングテーマ                                                                   | 1stシングル『キュン』                             |
| キュン                             | 日本テレビ『カラダWEEK』参加型スペシャル企画「キュンエク」                                                       | 1stシングル『キュン』                             |
| ときめき草                         | テレビ東京系『日向坂で会いましょう』タイトルコール使用楽曲                                                       | 1stシングル『キュン』                             |
| ドレミソラシド                     | ソラシドエア 機内ボーディングミュージック・タイアップムービー                                                    | 2ndシングル『ドレミソラシド』                     |
| こんなに好きになっちゃっていいの？ | カレーハウスCoCo壱番屋『ココイチdeもっとHAPPY!キャンペーン』CMソング                                             | 3rdシングル『こんなに好きになっちゃっていいの？』 |
| 川は流れる                         | 文化放送『日向坂46の「ひ」』 エンディングテーマ                                                                  | 3rdシングル『こんなに好きになっちゃっていいの？』 |
| まさか 偶然…                       | InterFM897『佐藤満春のジャマしないラジオ』 エンディングテーマ（2020年9月24日 - 2021年4月15日、2021年6月10日 - ） | 3rdシングル『こんなに好きになっちゃっていいの？』 |
| ソンナコトナイヨ                   | ジョンソン・エンド・ジョンソン『アキュビュー オアシス トランジションズ スマート調光』CMソング                    | 4thシングル『ソンナコトナイヨ』                   |
| 青春の馬                           | 日本テレビ系ドラマ『DASADA』主題歌                                                                               | 4thシングル『ソンナコトナイヨ』                   |
| 青春の馬                           | TBSテレビ系『第6回全日本実業団対抗女子駅伝競走大会予選会（プリンセス駅伝2020）』中継テーマソング                 | 4thシングル『ソンナコトナイヨ』                   |
| ナゼー                             | 日本テレビ系ドラマ『DASADA』劇中歌                                                                               | 4thシングル『ソンナコトナイヨ』                   |
| アザトカワイイ                     | ローソン『欅坂46・日向坂46キャンペーン』CMソング                                                                 | 1stアルバム『ひなたざか』                         |
| アザトカワイイ                     | SPIC『Lypo-C』WebCMソング                                                                                        | 1stアルバム『ひなたざか』                         |
| 約束の卵 2020                      | 日本テレビ系キャンペーン『カラダWEEK』内ウォーキング企画「億WALK」テーマソング                                   | 1stアルバム『ひなたざか』                         |
| 約束の卵 2020                      | Sony Music『3周年記念MEMORIAL LIVE 〜3回目のひな誕祭〜』in 東京ドーム CMソング                                   | 1stアルバム『ひなたざか』                         |
| 誰よりも高く跳べ！ 2020            | Sony Music『4周年記念MEMORIAL LIVE ～4回目のひな誕祭～』in 横浜スタジアム CMソング                               | 1stアルバム『ひなたざか』                         |
| 君しか勝たん                       | ローソン『日向坂46キャンペーン』テーマソング                                                                     | 5thシングル『君しか勝たん』                       |
| 君しか勝たん                       | 『ビビッドアーミー』CMソング                                                                                     | 5thシングル『君しか勝たん』                       |
| 君しか勝たん                       | InterFM897『佐藤満春のジャマしないラジオ』 エンディングテーマ（2021年4月22日 - 5月27日）                         | 5thシングル『君しか勝たん』                       |
| 声の足跡                           | 日本テレビ系ドラマ『声春っ!』 主題歌                                                                             | 5thシングル『君しか勝たん』                       |
| どうする？どうする？どうする？     | ローソン『櫻坂46・日向坂46キャンペーン』CMソング                                                                 | 5thシングル『君しか勝たん』                       |
| 世界にはThank you!が溢れている     | 『ビビッドアーミー「ビビアミ夏祭り!」篇』CMソング                                                                | 5thシングル『君しか勝たん』                       |
| レントゲン眼鏡                     | 日本テレビ系ドラマ『声春っ!』 劇中歌                                                                             | 未収録                                            |
| HELL ROSE                          | 日本テレビ系ドラマ『声春っ!』 劇中歌                                                                             | 未収録                                            |
| ってか                             | ビビッドアーミー「ビビアミ×日向坂46秋の大感謝祭！篇」CMソング                                                    | 6thシングル『ってか』                             |
| 何度でも何度でも                   | 日本テレビ系クイズ番組『第41回全国高等学校クイズ選手権2021』 応援ソング                                          | 6thシングル『ってか』                             |
| 何度でも何度でも                   | 日本テレビ系『バゲット』11月度エンディングテーマ                                                                 | 6thシングル『ってか』                             |
| 真夜中の懺悔大会                   | InterFM『日向坂46潮紗理菜のサリマカシーラジオ』オープニングテーマ                                                | 7thシングル『僕なんか』                           |
| 月と星が踊るMidnight               | カレーハウスCoCo壱番屋『帰ってきた!ココイチ de HAPPY!キャンペーン』CMソング                                      | 8thシングル『月と星が踊るMidnight』               |
| ブルーベリー&ラズベリー            | Lemino『日向坂になりましょう』オープニングテーマ曲                                                               | 8thシングル『月と星が踊るMidnight』               |
| シーラカンス                       | Lemino『日向坂になりましょう』エンディングテーマ曲                                                               | 9thシングル『One choice』                         |
| Am I ready?                        | ローソン『櫻坂46・日向坂46キャンペーン』CMソング                                                                 | 10thシングル『Am I ready?』                       |
| 君はハニーデュー                   | 日向坂46 in ROUND1コラボキャンペーン CMソング                                                                    | 11thシングル『君はハニーデュー』                  |
| 雨が降ったって                     | 映画『ゼンブ・オブ・トーキョー』劇中歌                                                                           | 11thシングル『君はハニーデュー』                  |
| 絶対的第六感                       | ローソン「アプリでたまるよスタンプ」CMソング                                                                     | 12thシングル『絶対的第六感』                      |
| 卒業写真だけが知ってる             | カレーハウスCoCo壱番屋『行くぞ!! ココイチ de HAPPYキャンペーン』CMソング                                         | 13thシングル『卒業写真だけが知ってる』            |

## 書籍

### 写真集
- 日向坂46 ファースト写真集 立ち漕ぎ（2019年8月28日、新潮社）[106][107]
- 日向撮 VOL.01（2021年4月27日、講談社）[142][143][537]

### 雑誌連載
- FRIDAY（2019年11月15日 - 、講談社）- 日向撮[538]。

### 関連書籍
- 日経エンタテインメント！
  - 日向坂46 Special（2019年12月25日、日経BP）[539][540]
  - 日向坂46 Special 2023（2023年10月26日、日経BP）[541][542]
- 日向坂46新聞（スポーツニッポン新聞社）
  - 創刊号（2020年1月31日）[543]
  - 2021年冬号（2021年1月28日）[544]
  - 2021年秋号（2021年10月12日）[545]
  - 2022年春号（2022年5月25日）[546]
  - 2023年春号（2023年3月28日）[547]
  - 2024年春号（2024年4月4日）[548]
- 日向坂46ストーリー（2020年3月25日、集英社）[124][125]
- H46 MODE vol.1（2024年3月19日、光文社）[231][232][233]

## 受賞歴
| 年     | 賞                                  | 部門                               | 作品           |
| ------ | ----------------------------------- | ---------------------------------- | -------------- |
| 2018年 | Mnet Asian Music Awards 2018        | Best New Asian Artist Japan        |                |
| 2019年 | MTV VMAJ 2019                       | 最優秀振付け賞                     | キュン         |
| 2019年 | Yahoo!検索大賞2019                  | アイドル部門                       |                |
| 2019年 | LINE NEWS Presents NEWS AWARDS 2019 | アイドル部門                       |                |
| 2019年 | 第61回日本レコード大賞              | 優秀作品賞                         | ドレミソラシド |
| 2020年 | MTV VMAJ 2020                       | 最優秀振付け賞                     | 青春の馬       |
| 2021年 | MTV VMAJ 2021                       | 最優秀アートディレクションビデオ賞 | ってか         |
| 2023年 | MTV VMAJ 2023                       | 最優秀撮影賞                       | Am I ready?    |